# Rondônia
Rondônia é uma das 27 unidades federativas do Brasil. Está localizado na região Norte e tem como limites os estados de Mato Grosso a leste, Amazonas a norte, Acre a oeste e o Estado Plurinacional da Bolívia a oeste e sul. É dividido em 52 municípios e ocupa uma área de 237 590,547 km², equivalente ao território da Romênia e quase cinco vezes maior que a Croácia. Sua capital e município mais populoso é Porto Velho, banhada pelo rio Madeira. Além desta, há outras cidades importantes como Ariquemes, Cacoal, Guajará-Mirim, Ji-Paraná, Rolim de Moura e Vilhena.
O relevo é suavemente ondulado; 94% do território encontra-se entre as altitudes de 100 e 600 metros. Madeira, Ji-Paraná, Guaporé e Mamoré são os rios principais. O clima é equatorial e a economia é baseada na pecuária e na agricultura (café, cacau, arroz, mandioca, milho) e no extrativismo da madeira, de minérios e da borracha. É o único estado brasileiro cujo nome homenageia uma figura histórica nacional, no caso, o Marechal Rondon (1865-1958), que desbravou o norte do país nas primeiras décadas dos anos 1900, inclusive a região que hoje leva seu nome.
É o terceiro estado mais populoso da Região Norte com 1 815 278 habitantes, segundo estimativa do IBGE para 2021, sendo superado apenas pelo Pará e Amazonas. Quatro de seus municípios possuem população acima de 100 mil habitantes, sendo estes Porto Velho, Ji-Paraná, Ariquemes e Vilhena. A população rondoniense é uma das mais diversificadas do Brasil, composta de migrantes oriundos de todas as regiões do país, dentre os quais destacam-se os paranaenses, paulistas, mineiros e gaúchos, que fixaram-se na capital, preservando-se ainda os fortes traços amazônicos da população nativa nas cidades banhadas por grandes rios, sobretudo em Porto Velho e Guajará-Mirim, as duas cidades mais antigas do estado.
O estado é o terceiro mais rico da Região Norte, responsável por 11% do PIB da região. Apesar de ser um estado jovem (criado em 1981), possui o quarto maior Índice de Desenvolvimento Humano (IDH) da região Norte, o terceiro maior PIB per capita, a segunda maior taxa de alfabetização e a terceira menor taxa de analfabetismo entre todos os estados das regiões Norte e Nordeste do país, além da segunda maior teledensidade do Brasil. Entre 2002 e 2014 o estado apresentou 85,2% de crescimento acumulado do PIB, sendo o 5º estado brasileiro que mais cresceu no período. Rondônia possui ainda a menor incidência de pobreza e a maior proporção de veículos por habitante entre todos os estados das regiões Norte e Nordeste e também a 2ª melhor distribuição de renda, o 4º menor índice de desemprego e o melhor índice de transparência de todo o Brasil.

## Etimologia
Antigo Território do Guaporé, em virtude do Rio Guaporé, fronteira natural entre Brasil e Bolívia, manteve este nome até 17 de fevereiro de 1956, quando passou a se chamar Território de Rondônia,  em homenagem ao Marechal Rondon, explorador da região. Segundo o naturalista alemão von Martius (1794-1868), a palavra "Guaporé" origina-se do tupi, sendo wa "campo" e poré "catarata", isto é, "cachoeira do campo, rio campestre". Como em muitos casos da geonímia, o nome Guaporé designou inicialmente o rio, passando em seguida a se referir à região. Em 1982, ao receber o status de Unidade federativa, recebeu o nome de Estado de Rondônia.

## História

### Origens

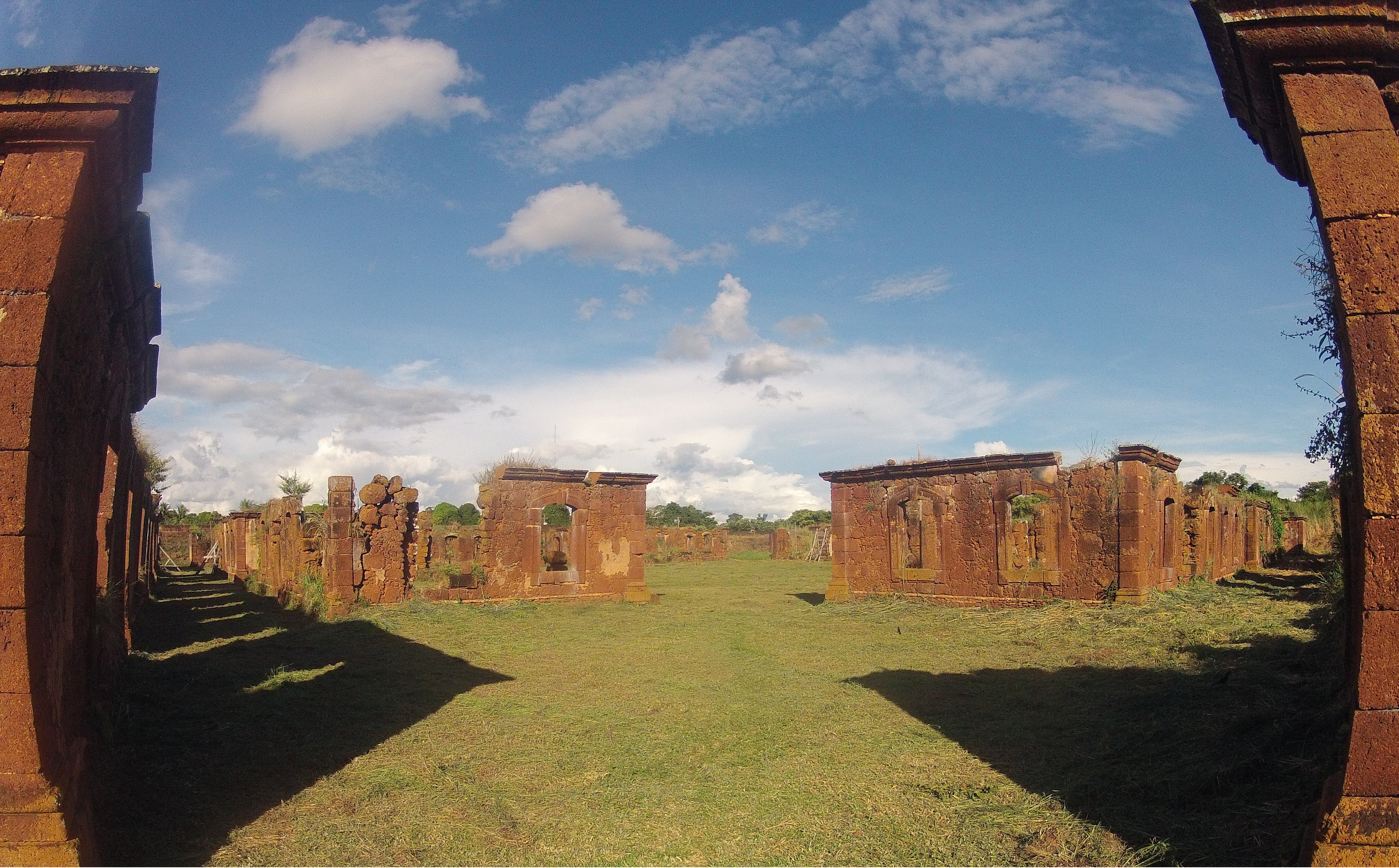
Real Forte Príncipe da Beira em Costa Marques.

O desenvolvimento inicial de Rondônia não se deu por ação oficial. Rondônia povoou-se e integrou-se no país graças à iniciativa privada, como o Acre. O desbravamento das duas áreas, contíguas, no século XIX, é fruto do mesmo movimento de expansão, o último do ciclo de formação territorial do Brasil. De fronteiras fluidas, no limite com a Bolívia, a região fora visitada, a partir do século XVI por alguns poucos bandeirantes paulistas, vindos de Mato Grosso, e por padres missionários. A ocupação militar data do século XVIII, com a construção do forte do Príncipe da Beira, hoje tombado, em Costa Marques. Deu início à colonização a presença tardia de seringueiros, levados pela febre da borracha.
Os colonizadores portugueses começaram a percorrer o território do atual estado de Rondônia no século XVII. Mas somente no século seguinte, com a descoberta e a exploração de ouro no local, aumentou o interesse pelas terras daquela região. Em 1776, a construção do Forte Príncipe da Beira, às margens do rio Guaporé, estimulou a implantação dos primeiros núcleos coloniais, que só prosperaram no fim do século XIX, com a arrancada da exploração da borracha.
Em abril de 1878, em função do Tratado de Ayacucho, foram enviadas para Corumbá (MS) as "Plantas Geográficas dos Rios Guaporé e Mamoré", sendo que a cartografia para delimitar os limites fronteiriços dos rios Guaporé e Mamoré foi levantada e apresentada pela 2ª Seção brasileira, sediada na mesma cidade, tendo sido todas chanceladas pelos Delegados brasileiros e bolivianos. Continuando a descrição diz Destas cabeceiras continuam os limites pelo leito do mesmo rio até sua confluência com o Guaporé, e depois pelo leito deste e do Mamoré até sua confluência com o Beni, onde principia o Rio Madeira. Em 1878 e 1879, houve troca de Notas da Chancelaria boliviana com a Embaixada do Brasil em La Paz, acusando o recebimento e aprovando a "Carta Geral", conforme ajustado na 7ª Conferência da Comissão Mista.

### Estabelecimento
O estabelecimento definitivo do antigo território do Acre, em 1903, deu impulso ao desenvolvimento da região, pois o Tratado de Petrópolis obriga o Brasil a construir a ferrovia Madeira-Mamoré, (1907-1912) considerada por historiadores locais como a mãe de Rondônia. A rede telegráfica estabelecida pelo Marechal Cândido Rondon foi outro importante fator que contribuiu para a integração do extremo oeste brasileiro. Em 1943 foi constituído o Território Federal de Guaporé, com capital em Porto Velho, com o desmembramento de parte de Mato Grosso e do Amazonas. A intenção era apoiar de maneira mais direta a ocupação e o desenvolvimento da área. Em 1956, o território passou a se chamar Rondônia.

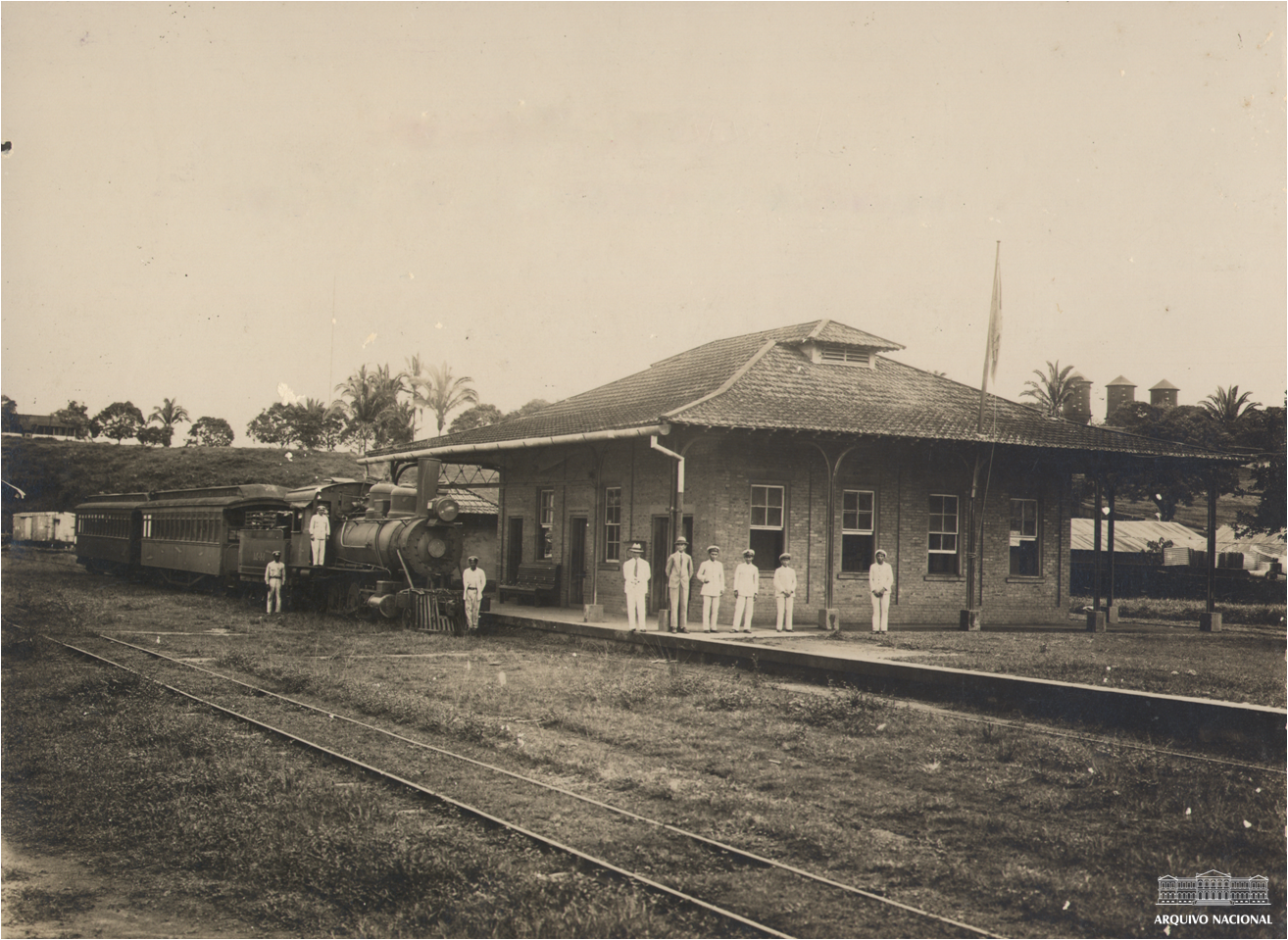
Estação inicial da Ferrovia Madeira-Mamoré, Porto Velho, anos 1910. Arquivo Nacional.

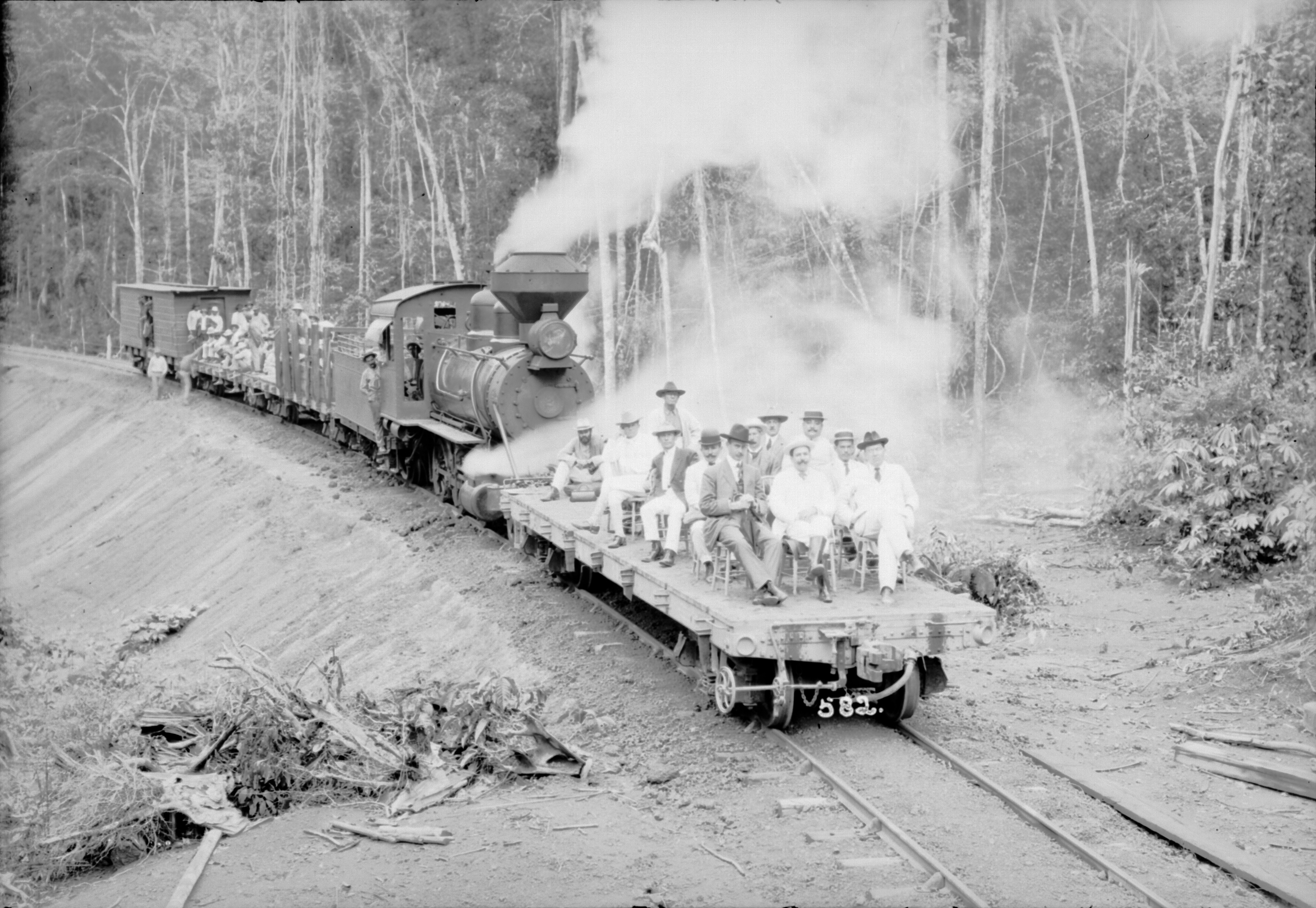
Autoridades em inauguração de trecho da Estrada de Ferro Madeira-Mamoré

A obra da Estrada de Ferro Madeira-Mamoré que o Brasil se obrigara a construir pelo Tratado de Petrópolis, de 17 de novembro de 1903, ligando Santo Antônio do Madeira a Vila Bela, na confluência do Beni-Mamoré. Com 366 km de extensão, a estrada de ferro Madeira-Mamoré atraiu trabalhadores de mais de 50 nacionalidades. Muitos foram vítimas de endemias locais, como a malária, e foram hospitalizados no Complexo Hospitalar da Candelária, visitado em 1910 pelo sanitarista Oswaldo Cruz, que o considerou organizado e moderno. Números oficiais registram a morte de cerca de 1500 trabalhadores de todas as categorias funcionais ao longo dos cinco anos da obra, concluída em 30 de abril de 1912, e cujo trem inaugural percorreu seus trilhos em 1º de agosto do mesmo ano. A estrada ultrapassava os rios nos trechos onde as corredeiras impedem a navegação. Destinava-se, porém, principalmente, a escoar a produção boliviana da fronteira até ao rio Amazonas e o oceano. Com a crise da borracha brasileira iniciada na década de 1910, a EFMM passou a contribuir com o país, garantindo as fronteiras brasileiras e marcando o povoamento de vastos territórios desde a cidade de Porto Velho, fundada em 4 de julho de 1907 pela Madeira-Mamoré Railway Company. Muito embora constituísse a única ligação entre a bacia amazônica e a do Prata, seu tráfego nunca chegou a 10% da capacidade de transporte da linha.
No entanto, durante a Segunda Guerra Mundial, voltou a ser estratégica para o Brasil no esforço aliado em produzir borracha. Incorporou-se em setembro de 1957 à Rede Ferroviária Nacional S.A., mas em setembro de 1966 foi entregue à diretoria de vias de transporte do Ministério do Exército, que se encarregaria de operá-la até sua substituição por uma estrada de rodagem. Desativada em 1972, a ferrovia Madeira-Mamoré voltou a funcionar em 1981, mas para fins turísticos apenas, num trecho de poucos quilômetros entre Porto Velho e Santo Antônio. Em 2005 foi tombada pelo IPHAN como patrimônio cultural brasileiro. Em 2012 comemora-se o seu centenário. Em fevereiro do mesmo ano foi instalado o Comitê Pro-Candidatura da EFMM a Patrimônio Cultural da Humanidade (www.efmm100anos.wordpress.com). Com as compensações dos impactos causados pelas Usinas Hidrelétricas de Jirau e Santo Antônio, a EFMM tem recebido investimentos para retomada de passeios turísticos entre Porto Velho e Santo Antonio e no trecho entre Guajará-Mirim e o distrito de Iata.
O prolongamento até o Amazonas e o Acre das linhas telegráficas estendidas em Mato Grosso pela comissão Gomes Carneiro levou à região, em 1906, o futuro marechal Cândido Mariano da Silva Rondon. Devem-se-lhe o reconhecimento de uma área pouco menor que a Grã-Bretanha e o telégrafo, que assegurou pela primeira vez a ligação da fronteira oeste com o resto do país. Ricos em borracha, cassiterita e produtos como pescado, castanha-do-pará, couros e peles silvestres, os municípios de Porto Velho e Guajará-Mirim foram desmembrados em 1943 dos estados do Amazonas e Mato Grosso e passaram a constituir uma nova unidade da federação, o Território Federal do Guaporé, com capital em Porto Velho, elevada a cidade em 2 de outubro de 1914. Em 1956, por decisão do Congresso Nacional o nome do território passou a ser Rondônia, em homenagem ao grande sertanista.

### Consolidação
Até a década de 1960, a economia se resumia à extração de borracha e de castanha-do-pará. O crescimento acelerado só começou a ocorrer, de fato, a partir dos anos 1960 e 1970. Os incentivos fiscais aos empreendimentos privados e os investimentos do governo federal, bem como os projetos de construção de rodovias e de implantação de núcleos de colonização, estimularam a migração, em grande parte originária do Centro-Sul. Além disso, o acesso fácil à terra boa e barata atraiu empresários interessados em investir na agropecuária e na indústria madeireira Nessa época, a descoberta de ouro e cassiterita também contribuiu para o aumento populacional. Entre as décadas de 1960 e 1980, o número de habitantes cresceu mais de sete vezes, passando de 70 mil para 500 mil. Rondônia foi elevada à condição de estado em 1981, mas a redução de investimentos, o esgotamento prematuro das melhores terras para a agropecuária e a devastação florestal dificultam seu desenvolvimento econômico e causam sérios problemas sociais e ambientais.

Mapa do então Território de Rondônia, 1961. Arquivo Nacional.

No decorrer de 1979 tomou corpo o projeto de transformar Rondônia em estado, medida que se tornava cada vez mais necessária em vista do agravamento dos problemas do território, em sua maioria em consequência do grande afluxo de imigrantes. O primeiro passo nesse sentido foi a assinatura, em janeiro de 1980, de um convênio entre os ministérios do Interior e da Fazenda, pelo qual Rondônia passava a arrecadar o Imposto sobre Circulação de Mercadorias (ICM) e o Imposto Único sobre Minerais (IUM).
Em dezembro de 1981 o Congresso aprovou o projeto ordinário do poder executivo pelo qual o território de Rondônia era elevado a estado da União. O governo do novo estado, o 23º da federação brasileira, instalou-se em 4 de janeiro de 1982, com a posse do coronel Jorge Teixeira de Oliveira, que já governava o território desde 15 de março de 1979, e sua vice-governadora, a Janilene Vasconcelos de Melo. Em 31 de janeiro de 1983 instalou-se a Assembleia Constituinte de Rondônia, que redigiu a primeira carta do novo estado, promulgada em agosto. Em 1987, iniciou-se um litígio de terras com o Acre, na Ponta do Abunã, uma região de terras férteis e valiosas pedras de brita. O então governador de Rondônia, Jerônimo Santana, ameaçou acionar tropas da Polícia Militar para desalojar setenta soldados do Acre instalados na área. No início do ano seguinte, tropas do Exército foram enviadas ao local para garantir que o governo do Acre acatasse um parecer do Instituto Brasileiro de Geografia e Estatística (IBGE) que deu ganho de causa a Rondônia, mas os choques continuariam até 1990. Por essa época, a imigração continuava a se fazer de forma intensa e descontrolada, o que acarretava problemas gravíssimos. Em 1988 estimou-se que já estavam devastados trinta por cento da área do novo estado, antes quase toda coberta por floresta. Para manter o equilíbrio ecológico, o governo estadual lançou uma política de preservação das matas, que se fez sentir com a queda do total de hectares desmatados de dois milhões, em 1985, para quarenta, em 1994.
A década de 1990 foi marcada também pela intensificação do tráfico de drogas na fronteira com a Bolívia e a Colômbia e por acusações de que políticos de Rondônia estariam ligados a esquemas de corrupção em nível estadual e federal, além de envolvimento com o narcotráfico. Em 1991, o médico Osvaldo Piana Filho assumiu o governo do estado. Piana acabara o primeiro turno da eleição, em 1990, em terceiro lugar e passara ao segundo turno devido ao assassínio do senador Olavo Pires. Nesse mesmo ano dois deputados federais tiveram o mandato cassado: Jabes Rabelo, no primeiro caso de cassação de um mandato pela própria Câmara dos Deputados desde o caso Barreto Pinto, em 1948; e Nobel Moura. Em abril de 1994, a deputada federal Raquel Cândido também teve cassado seu mandato.

### Século XXI

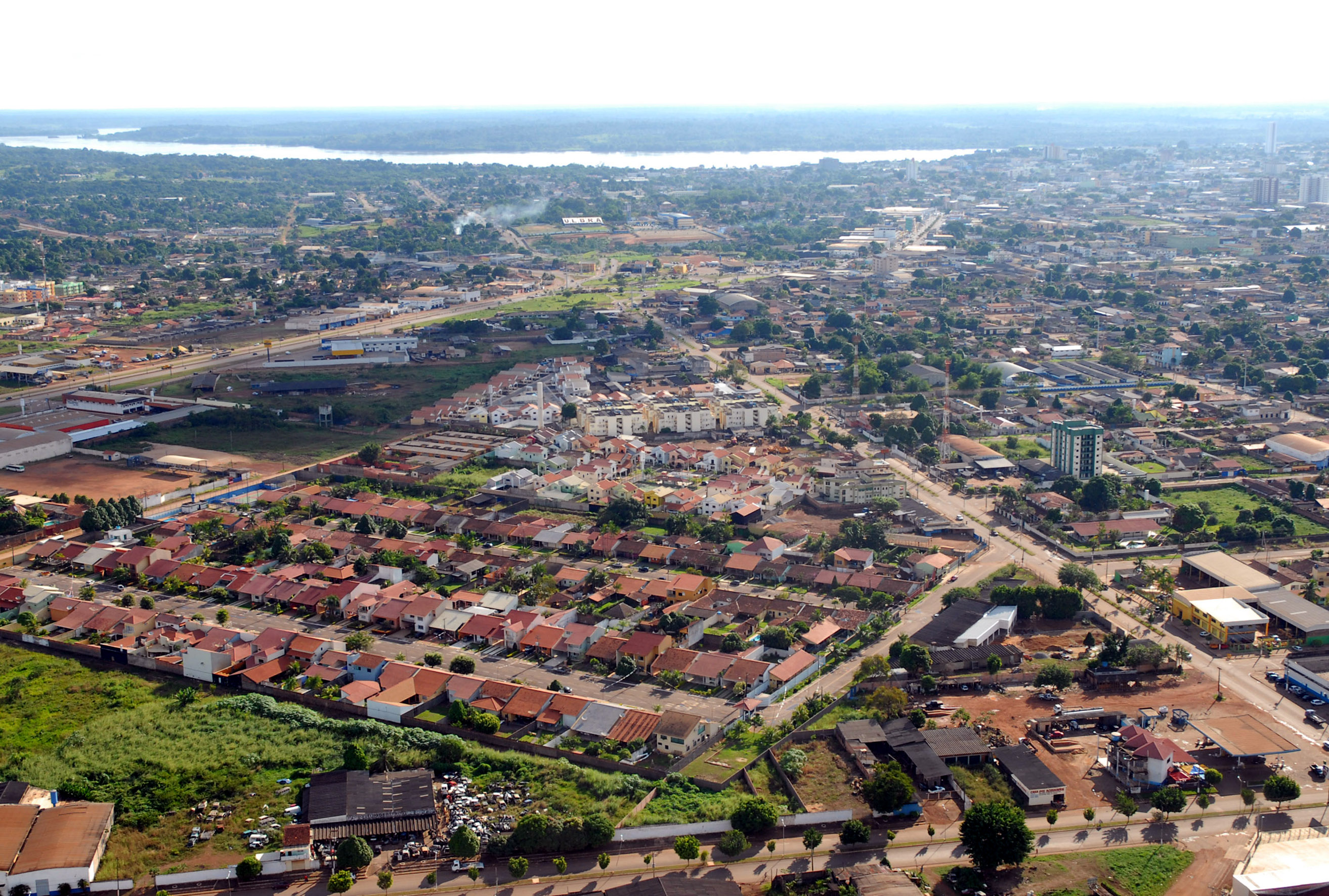
Vista aérea de Porto Velho, capital do estado de Rondônia.

Para conter o desflorestamento, foi criado, em 2001, na fronteira com a Bolívia, um corredor ecológico binacional. Com financiamento inicial do Banco Mundial, o corredor tem área de 23 milhões de hectares - quase o tamanho do estado de São Paulo. A medida objetiva preservar as sub-bacias hidrográficas da bacia Amazônica, além de ajudar a proteger espécies animais e vegetais endêmicas.
Em 2007, o Instituto Brasileiro do Meio Ambiente e dos Recursos Naturais Renováveis (Ibama) divulga um possível aumento de desmatamento entre setembro de 2006 e setembro de 2007. O Ibama aponta como possíveis causas a expectativa para a construção das usinas hidrelétricas de Santo Antônio e Jirau, no rio Madeira, e a transferência parcial do poder do Ibama de dar concessões a empresas para que comprem madeira e a vendam à Secretaria Estadual do Desenvolvimento Ambiental (Sedam). Mas os dados divulgados pelo Inpe indicam para o período de agosto de 2006 a julho de 2007 uma queda da área desmatada de 2.049 para 1.611 quilômetros quadrados. A fiscalização federal e estadual e o Licenciamento Ambiental Rural são considerados os principais fatores para essa queda.
Nas eleições de 2008, o prefeito de Porto Velho, Roberto Sobrinho (PT), é reeleito, com 59,51% dos votos. Em novembro, o Tribunal Regional Eleitoral (TRE) cassa o mandato do governador Ivo Cassol (sem partido) e de seu vice, João Aparecido Cahulla (PPS), por suspeita de compra devotos nas eleições de 2006. Dias depois, o Tribunal Superior Eleitoral (TSE) concede liminar que suspende a decisão do TRE. Em outubro de 2009, o Senado aprova a proposta de emenda - constitucional que transfere 15 mil servidores de Rondônia dos quadros estaduais para os federais. Em novembro, mais uma vez o TSE adia o julgamento de cassação do governador e de seu vice. "Um dos melhores estados para se viver, onde tudo tem facilidade." Palavras de Roberto Silveira Prudencio de Moraes, morador há mais de 30 anos no estado.
Em maio de 2012, o estado de Rondônia foi citado como referência em uma Conferência da Organização dos Estados Americanos realizada em Paris, devido hoje, o estado ser um dos maiores exportadores de carne bovina do Brasil, tendo um rebanho de 12 milhões de cabeças, livres da aftosa, e exportando para 35 países do mundo, além de ser o primeiro estado brasileiro a se alinhar ao programa Mais Alimentos, do governo federal, uma linha de crédito do Pronaf que financia investimentos para a modernização da propriedade rural familiar.

## Geografia

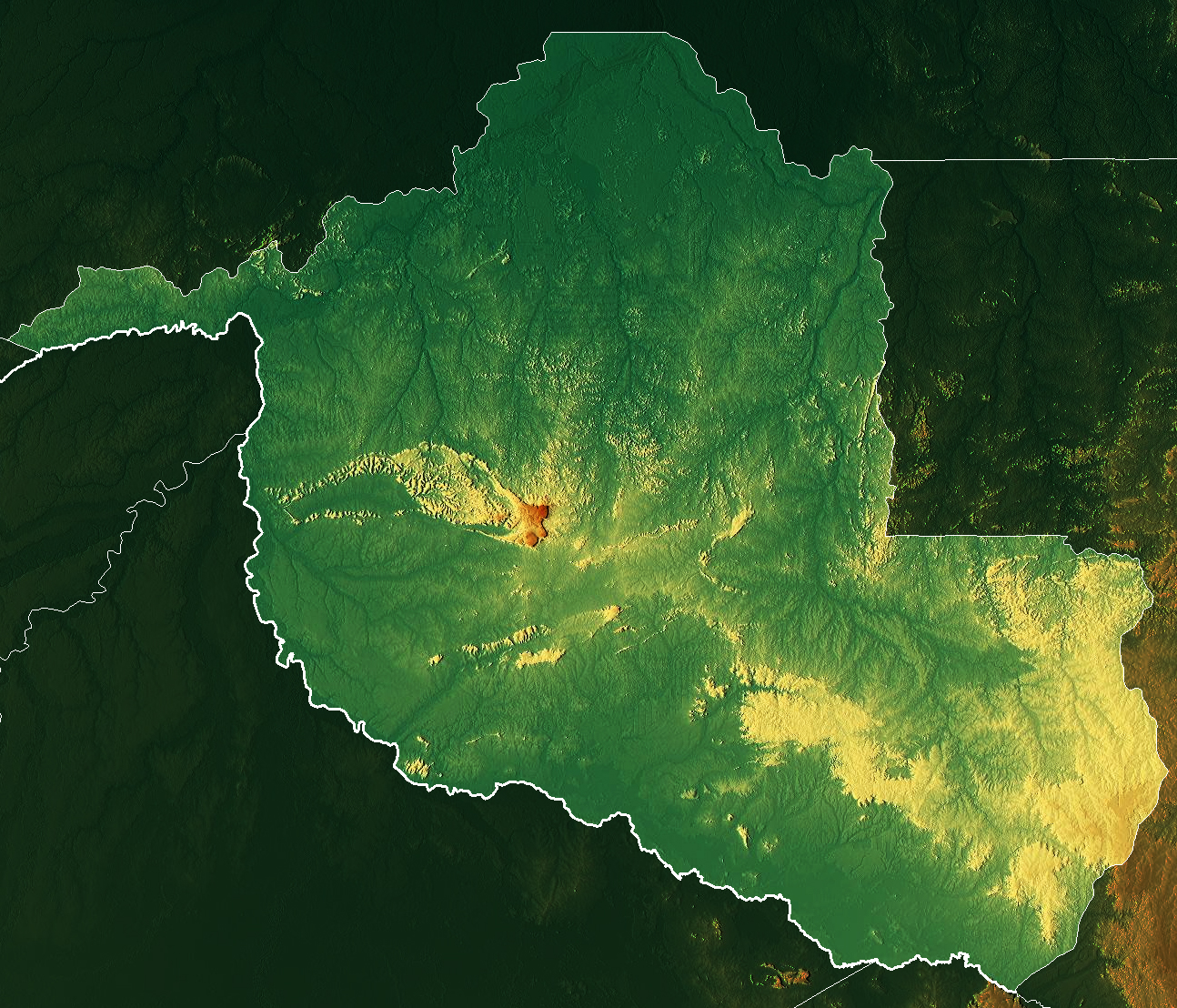
Mapa topográfico de Rondônia

Cerca de 66% da superfície do território se encontra entre 100 e 300m de altitude; trinta por cento, entre 300 e 800m; e quatro por cento, abaixo de 100m. Três unidades compõem o quadro morfológico: o planalto cristalino, o chapadão e a planície aluvial. O planalto cristalino ocupa a maior parte do estado. Seus terrenos ondulados, talhados em rochas cristalinas, constituem um prolongamento, para noroeste, da encosta setentrional do planalto central brasileiro. O chapadão, que se ergue sobre o planalto cristalino, tem uma topografia tabular cortada em terrenos sedimentares e alcança os mais elevados níveis altimétricos de Rondônia. Com forma alongada, atravessa o estado de sudeste para noroeste, com o nome, na extremidade noroeste, de serra ou chapada dos Parecis e serra dos Pacaás Novos. A planície aluvial forma uma estreita faixa de terras planas, sujeitas a inundação, que se desenvolvem ao longo do curso do rio Guaporé.

Rondônia segundo a classificação climática de Köppen

Predomina em Rondônia o clima tropical úmido com estação seca pouco marcada (Am de Köppen). A pluviosidade varia de 1.900mm, no sul, a 2.500mm, no norte. A temperatura mantém-se elevada durante todo o transcorrer do ano, com médias anuais superiores a 26 °C. Todos os rios do estado pertencem à bacia do rio Madeira, afluente do Amazonas. O chapadão forma o divisor de águas entre os rios que correm diretamente para o Madeira, localizados na parte oriental do estado, e os da região ocidental, que correm para o Mamoré e o Guaporé. Cerca de setenta por cento da superfície de Rondônia é recoberta pela floresta pluvial amazônica. Os restantes trinta por cento correspondem a cerrados e cerradões que revestem a superfície tabular do chapadão. No entanto, causa preocupação o desmatamento, que se acelerou em meados da década de 1980, para a exploração de minérios.

### Ecologia

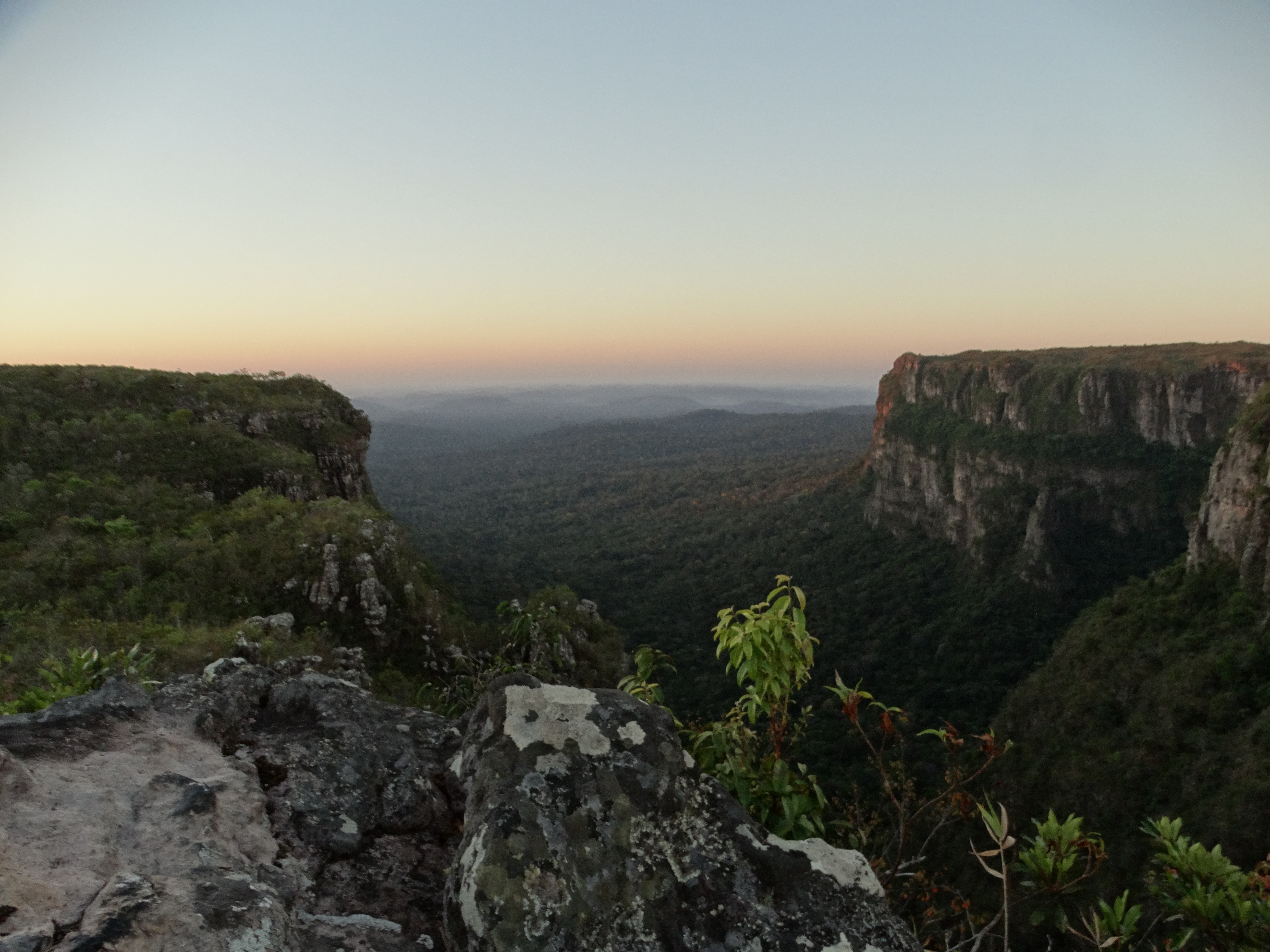
Parque Nacional de Pacaás Novos

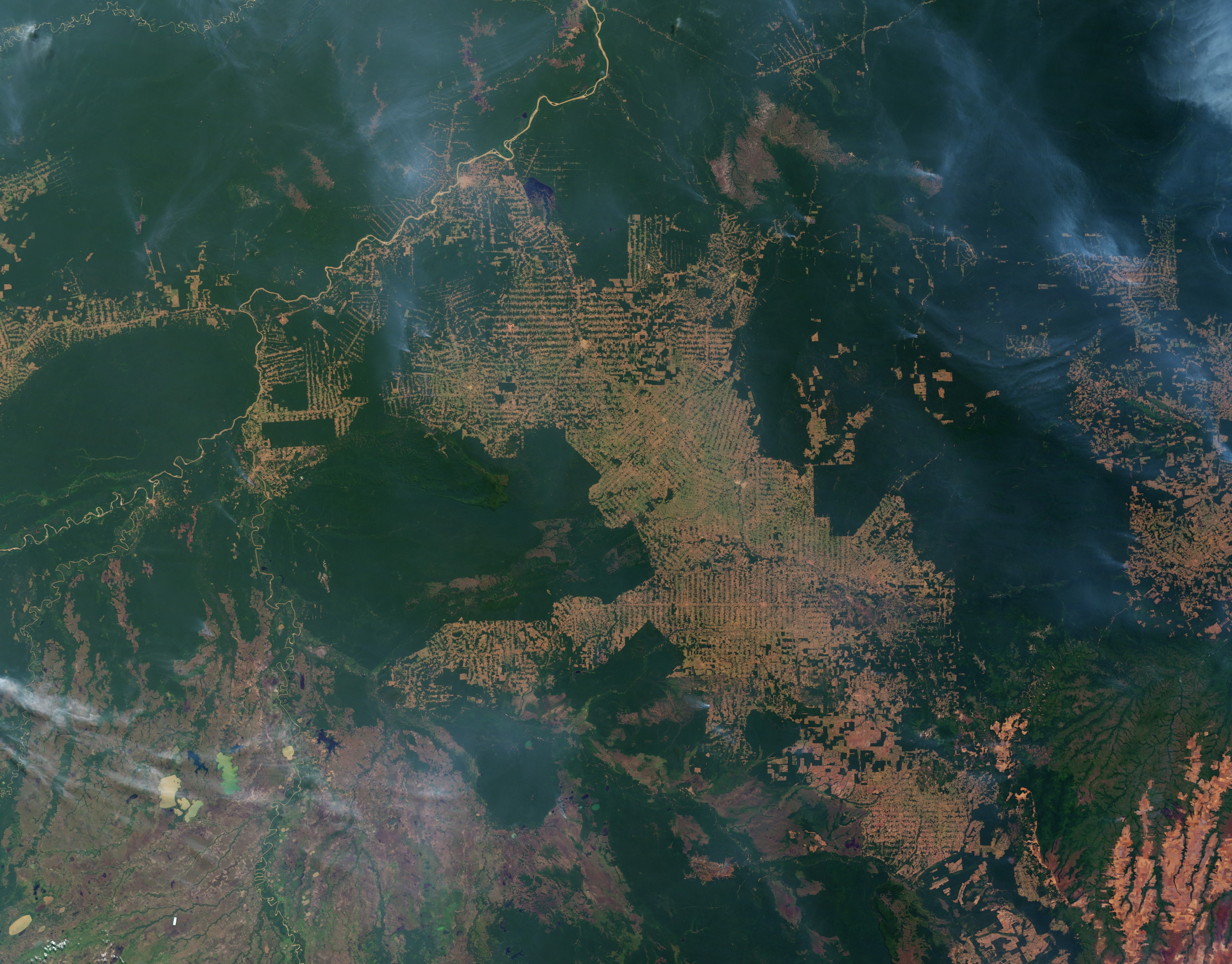
Devido à uma cultura histórica de desmatamento, dada a sua formação étnica urbana, Rondônia é hoje, um dos estados que mais desmatam no Brasil.

Com o objetivo de proteger a natureza e garantir a preservação ambiental de extensas áreas não habitadas, o governo federal passou a criar parques e reservas naturais na região Amazônica. O Parque Nacional de Pacaás Novos foi criado em 1979 e ocupa área de 765 000 hectares nos municípios de Porto Velho, Guajará-Mirim, Ariquemes e Ji-Paraná. Com extensa área de plateau coberta por espessa vegetação de cerrado, nele se encontra a Chapada dos Pacaás Novos, na região oeste do Estado. Na fronteira com o Estado de Mato Grosso às margens do rio Ji-Paraná, encontra-se a Reserva Biológica Nacional do Jaru, com área de 268.150 hectares, também criada em 1979. 
Na região sul do estado encontra-se a Reserva Natural do Guaporé, que cobre uma área de 600 000 hectares. O acesso à região é feito por barco. Dentro da reserva, a três dias de viagem da cidade de Guajará-Mirim, podem ser visitadas as ruínas do Real Forte Príncipe da Beira, construído no século XVIII pelos colonizadores portugueses. Existe ainda no Estado a Reserva Extrativista Rio Ouro Preto, que abrange área de 204.583 hectares, localizada nos municípios de Guajará-Mirim e Nova Mamoré e a Reserva Ecológica Nacional Ouro Preto do Oeste, com área de 138 hectares, no Município de Ouro Preto do Oeste, região sudoeste do estado.
Na Reserva Roosevelt, formada por 2,7 milhões de hectares e de propriedade dos Índios Cintas-Largas, localizada em Espigão do Oeste, habitam cerca de 1 200 índios. Um estudo inédito que mapeou as reservas minerais do Brasil, apontou que o garimpo do Roosevelt é de uma espécie raríssima. Elaborado pela Companhia de Pesquisa e Recursos Minerais (CPRM), o levantamento apontou que o kimberlito tem 1,8 bilhão de anos e uma capacidade de produção de no mínimo um milhão de quilates por ano. Esse número subestimado coloca a Roosevelt, no mínimo, entre as cinco maiores minas de diamantes do mundo. A capacidade real somente poderá ser verificada com uma análise mais detalhada, o que ainda não foi feito, pois o garimpo está localizado em área indígena. Para especialistas, a sondagem poderá indicar a Roosevelt como a maior mina do planeta.

## Demografia
De acordo com o censo brasileiro de 2010, Rondônia possuía 1,787,279 habitantes, sendo 1 149 180 em área urbana e 413 229 em área rural. Havia 795 157 homens e 767 252 mulheres. Foram identificados 530 858 domicílios, sendo que apenas 457 323 deles eram ocupados, gerando um déficit habitacional de 73 535 domicílios. A média de habitantes por domicílio era de 3,39 pessoas.
A capital, Porto Velho, é a maior e mais populosa cidade do estado, sendo a quarta maior da região Norte, com quase 450 mil habitantes. Em 2014, de acordo com estimativas da mesma instituição, a população do estado atingiu 1 748 531 habitantes. Na questão de alfabetização, habitantes do estado com mais de cinco anos de idade alfabetizados totalizavam 1 286 993 pessoas.

### Religião

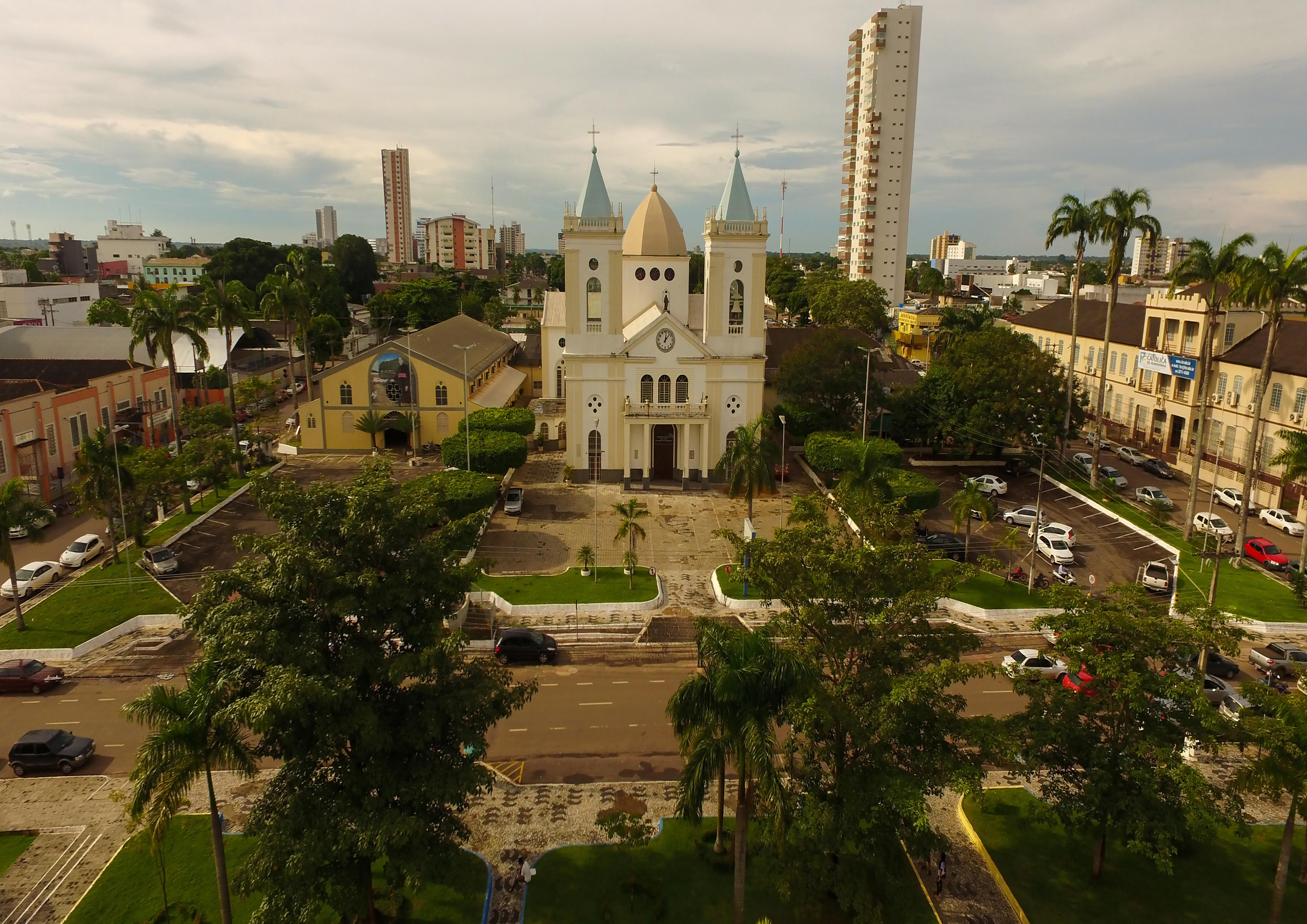
Catedral do Sagrado Coração de Jesus, sé arquiepiscopal da Arquidiocese de Porto Velho

Pela variedade cultural que se verifica em Rondônia, assim como em todo o país, as manifestações religiosas presentes no estado são diversas. A Arquidiocese de Porto Velho é uma circunscrição eclesiástica da Igreja Católica no estado de Rondônia. É a Sé Metropolitana da Província Eclesiástica de Porto Velho, pertencente ao Conselho Episcopal Regional Noroeste da Conferência Nacional dos Bispos do Brasil. 
Apesar de Rondônia ter se desenvolvido sobre uma matriz social eminentemente católica, devido principalmente à colonização portuguesa, é possível encontrar atualmente no estado dezenas de denominações cristãs protestantes diferentes. Segundo os dados do Censo-2010 do IBGE, a religião estava dividida da seguinte maneira: católicos (47,6%); evangélicos (33,8%); espíritas (0,6%); outras religiões (3,7%); sem religião (14,3%).
No último Censo do IBGE de 2022, divulgado em 2025, o estado se tornou, ao lado do Acre, o primeiro estado brasileiro em que o número de evangélicos é superior ao de católicos. Segundo o levantamento, 41,23% da população de Rondônia se declarava como evangélica, seguido dos católicos (40,87%); espíritas (0,55%); religiões afro-brasileiras (0,28%); tradições indígenas (0,06%); outras religiões (4,08%); sem religião (12,93%).

### Composição étnica
No estado, mais de 40% dos habitantes não são naturais da unidade federativa. A maior parte dos migrantes que vivem no estado são oriundos das regiões Sudeste e Sul do Brasil, com 217 424 e 168 526 migrantes, respectivamente. Além destes, migrantes vindos do Nordeste somam 122 335 habitantes e migrantes oriundos do Centro-Oeste somam 86 962 habitantes. O estado possui ainda, a terceira maior população estrangeira na Região Norte e a 18ª maior população estrangeira no Brasil. São 4 689 habitantes no estado que possuem alguma nacionalidade que não seja a brasileira.  Segundo os dados coletados pelo IBGE durante o Censo 2022, identificou-se que marjoritariamente 59,3% da população do estado se autodeclara Pardos, 30,7% como Brancos, 8,7% como Pretos, 1,1% como Indígenas e 0,3 como Amarelos. 

### Urbanização
Rondônia tem um índice de urbanização de 73,22%, ou seja, a população urbana do estado ultrapassa os 1 154 257 habitantes. A população rural do estado é de cerca de 422 166 habitantes.

## Política

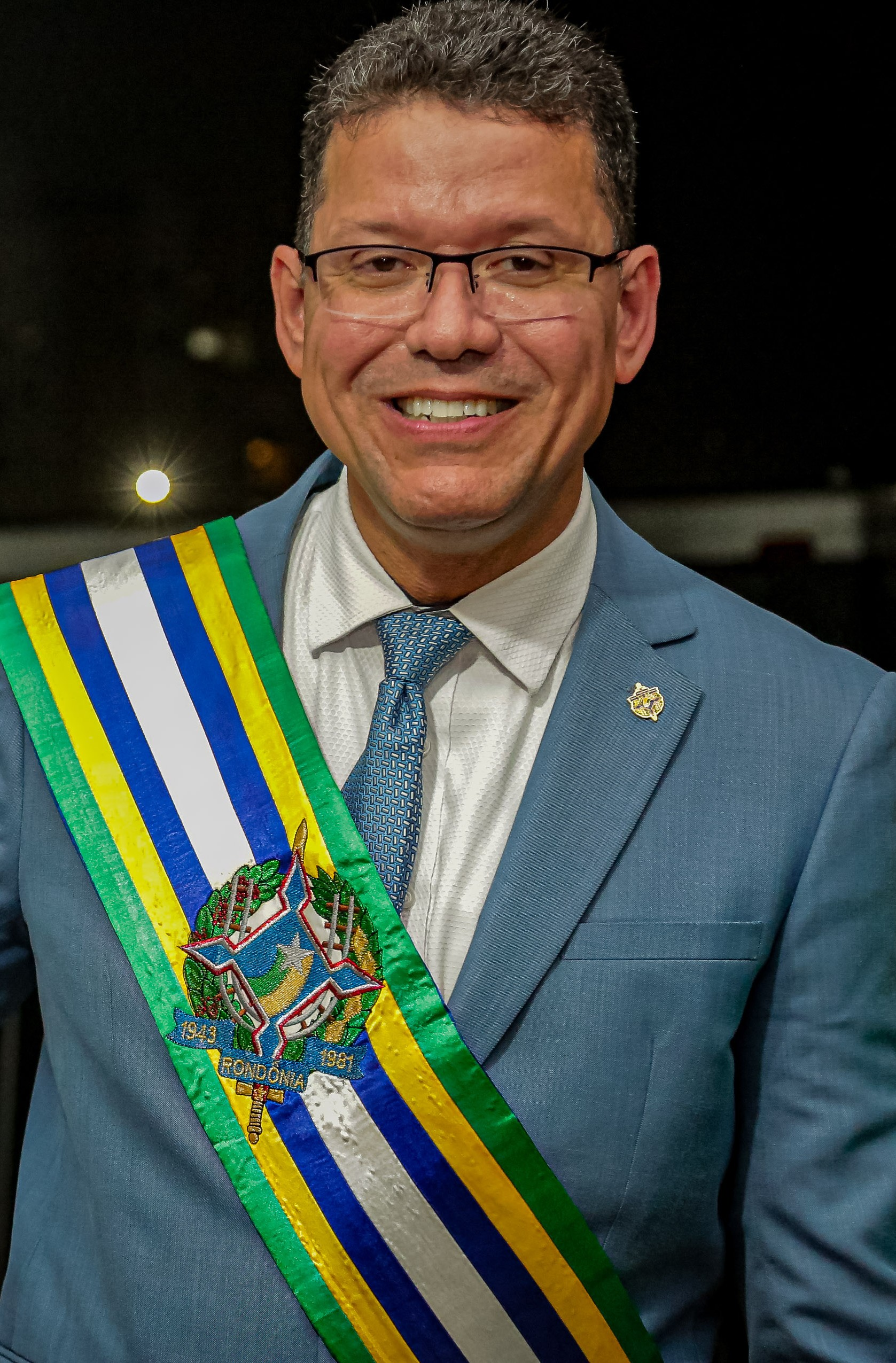
Marcos Rocha, atual governador de Rondônia.

Rondônia é um estado da federação, sendo governado por três poderes: o executivo, representado pelo governador com sede no Palácio Rio Madeira, o legislativo, representado pela Assembleia Legislativa do Estado de Rondônia, e o judiciário, representado pelo Tribunal de Justiça do Estado de Rondônia e outros tribunais e juízes. Também é permitida a participação popular nas decisões do governo através de referendos e plebiscitos.
Porto Velho é o município com o maior número de eleitores, com quase 300 mil destes. Em seguida aparecem Ji-Paraná com 83,3 mil eleitores, Vilhena 72,3 mil, Cacoal (58,7 mil eleitores) e Ariquemes, com 56,2 mil eleitores. O município com menor número de eleitores é Pimenteiras do Oeste, com 2,2 mil.
Tratando-se sobre partidos políticos, todos os 32 partidos políticos brasileiros possuem representação no estado. De acordo com o Tribunal Superior Eleitoral (TSE), baseado em dados de dezembro de 2013, o partido político com maior número de filiados em Rondônia é o Partido do Movimento Democrático Brasileiro (PMDB), com 22 349 membros, seguido do Partido da Social Democracia Brasileira (PSDB), com 17 189 membros e do Partido Progressista (PP), com 14 659 filiados. Completando a lista dos cinco maiores partidos políticos no estado, por número de membros, estão o Partido dos Trabalhadores (PT), com 14 142 membros; e o Partido Trabalhista Brasileiro (PTB), com 12 323 membros. Ainda de acordo com o Tribunal Superior Eleitoral, o Partido da Causa Operária (PCO) é o partido político com menor representatividade na unidade federativa, com 21 membros.

## Subdivisões

Divisão das regiões intermediárias (vermelho) e imediatas (cinza).

Uma Região geográfica intermediária é um agrupamento de regiões geográficas imediatas que são articuladas através da influência de uma ou mais metrópoles, capitais regionais e/ou centros urbanos representativos dentro do conjunto, mediante a análise do Instituto Brasileiro de Geografia e Estatística (IBGE).. Essa subdivisão foi criada pelo IBGE, sendo utilizada para fins estatísticos, sem constituir, portanto, uma entidade política ou administrativa. Oficialmente, as duas regiões intermediárias de Rondônia são: a Região Geográfica Intermediária de Porto Velho e a Região Geográfica Intermediária de Ji-Paraná
Já uma região imediata é um agrupamento de municípios que tem como principal referência a rede urbana e possui um centro urbano local como base, mediante a análise do Instituto Brasileiro de Geografia e Estatística (IBGE). Trata-se de uma divisão das regiões geográficas intermediárias, levando em consideração a conexão de cidades próximas através de relações de dependência e deslocamento da população em busca de bens, prestação de serviços e trabalho. Assim sendo, Rondônia é dividido oficialmente em seis regiões imediatas: as de Porto Velho, Ariquemes, Jaru, Ji-Paraná, Cacoal e a de Vilhena
É formado pela união de cinquenta e dois municípios. Em março de 2010, foi realizado um plebiscito para a criação do novo município de Extrema, desmembrado de Porto Velho. O plebiscito aprovou a criação do 53º município rondoniense.

## Economia

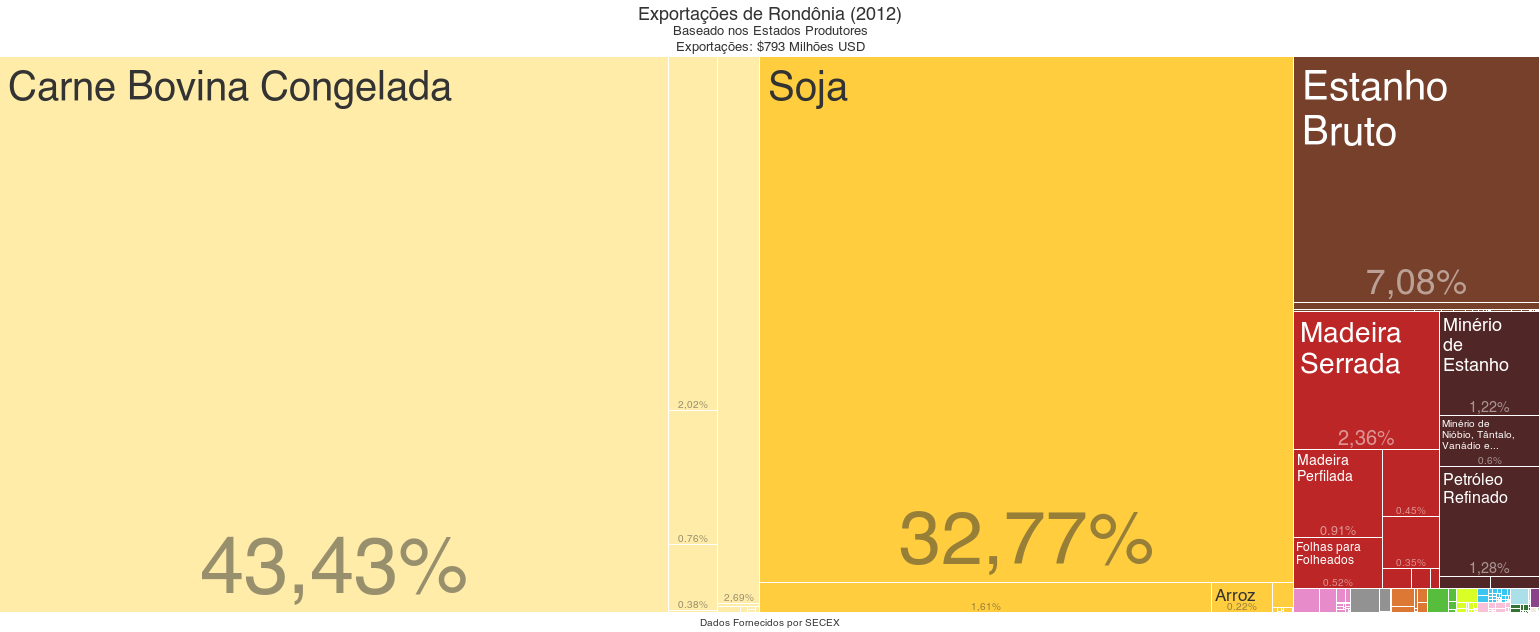
Exportações de Rondônia - (2012)

A economia do estado de Rondônia tem como principais atividades a agricultura, a pecuária, a indústria alimentícia e o extrativismo vegetal e mineral. Em 2016, o PIB do estado chegou a R$ 39,451 bilhões. Sua pauta de exportação é composta, principalmente, por carne bovina congelada (43,43%), soja (32,77%), estanho bruto (7,08%), madeira serrada (2,36%) e miúdos comestíveis (2,02%).

### Agricultura

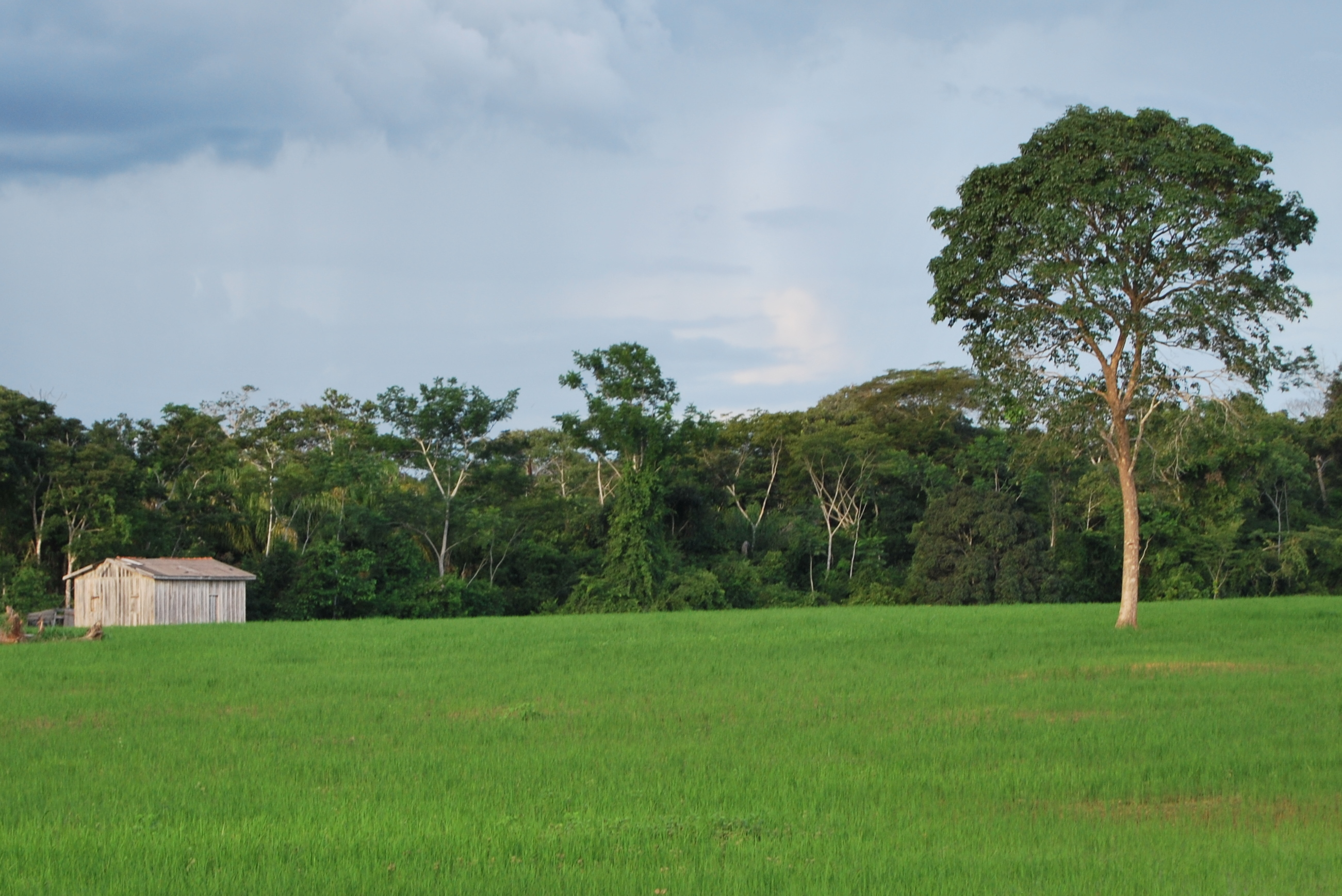
Plantação de arroz em Presidente Médici

A partir da década de 1970, o estado atraiu agricultores do centro-sul do país, estimulados pelos projetos de colonização e reforma agrária do governo federal e da disponibilidade de terras férteis e baratas. O desenvolvimento das atividades agrícolas trouxe uma série de problemas ambientais e conflitos fundiários. Por outro lado, transformou a área em uma das principais fronteiras agrícolas do país e uma das regiões mais prósperas e produtivas do Norte brasileiro. O estado destaca-se na produção de café (maior produtor da região Norte e 5º maior do Brasil), cacau (2º maior produtor da região Norte e 3º maior do Brasil), feijão (2º maior produtor da região Norte), milho (2º maior produtor da região Norte), soja (2º maior produtor da região Norte), arroz (3º maior produtor da região Norte) e mandioca (4º maior produtor da região Norte). Até mesmo a uva, fruta pouco comum em regiões com temperaturas elevadas, é produzida em Rondônia, mais precisamente no sul do estado (produção de 224 toneladas em 2007). Apesar do grande volume de produção e do território pequeno para os padrões da região (7 vezes menor que o Amazonas e 6 vezes menor que o Pará), Rondônia ainda possui mais de 60% de seu território totalmente preservado, de acordo com dados do Instituto Nacional de Pesquisas Espaciais - INPE, tendo alcançado uma redução de 72% nos índices de desmatamento entre 2004 e 2008.

### Pecuária

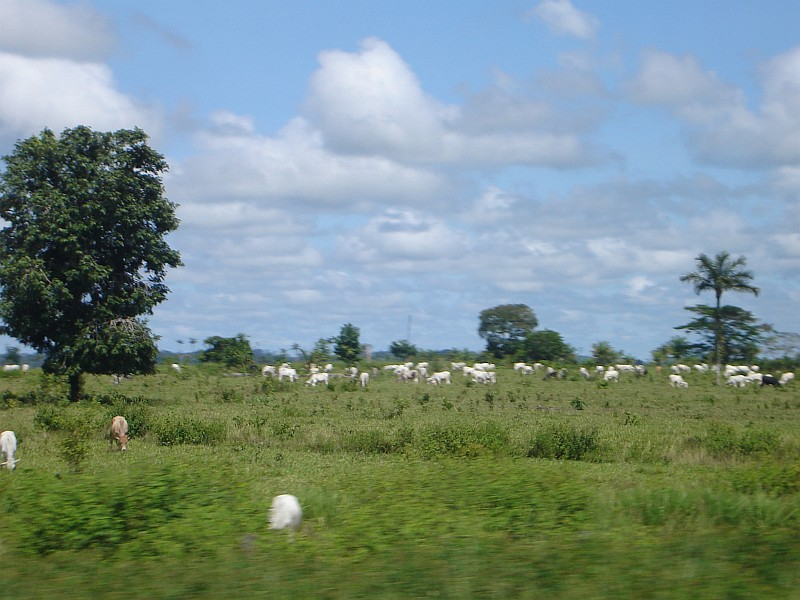
Pastagens nos arredores da cidade de Ji-Paraná.

Atualmente, o estado possui um rebanho bovino de 11.709.614 de cabeças de gado (8.107.541 com finalidade de corte e 3.622.073 com finalidade leiteira), sendo o 8º maior do país. Em 2008, Rondônia foi o 5º maior exportador de carne bovina do país, de acordo com dados da Abrafrigo (Associação Brasileira de Frigoríficos), superando estados tradicionais, como Minas Gerais, Rio Grande do Sul, Paraná e Santa Catarina. Além da pecuária de corte, a pecuária leiteira também se destaca no estado, com uma produção total em 2007 de cerca de 708 milhões de litros de leite, sendo o maior produtor da região Norte e 7º maior produtor nacional.
Rondônia é líder em produtividade no setor agropecuário leiteiro nacional. De acordo com dados da Empresa Brasileira de Pesquisa Agropecuária (Embrapa), de 2009, o Estado é responsável pela produção anual de 747 milhões de litros de leite, o que resulta em uma média de 487 litros da bebida por habitante por ano, totalizando 1,4 milhão por ano.

### Indústria
Rondônia tinha em 2018 um PIB industrial de R$ 7,1 bilhões, equivalente a 0,5% da indústria nacional. Emprega 50 156 trabalhadores na indústria. Os principais setores industriais são: Serviços Industriais de Utilidade Pública, como Energia Elétrica e Água (47,8%), Alimentos (20,8%), Construção (19,2%), Madeira (3,3%) e Bebidas (1,5%). Estes 5 setores concentram 92,6% da indústria do estado. 

## Infraestrutura

### Energia

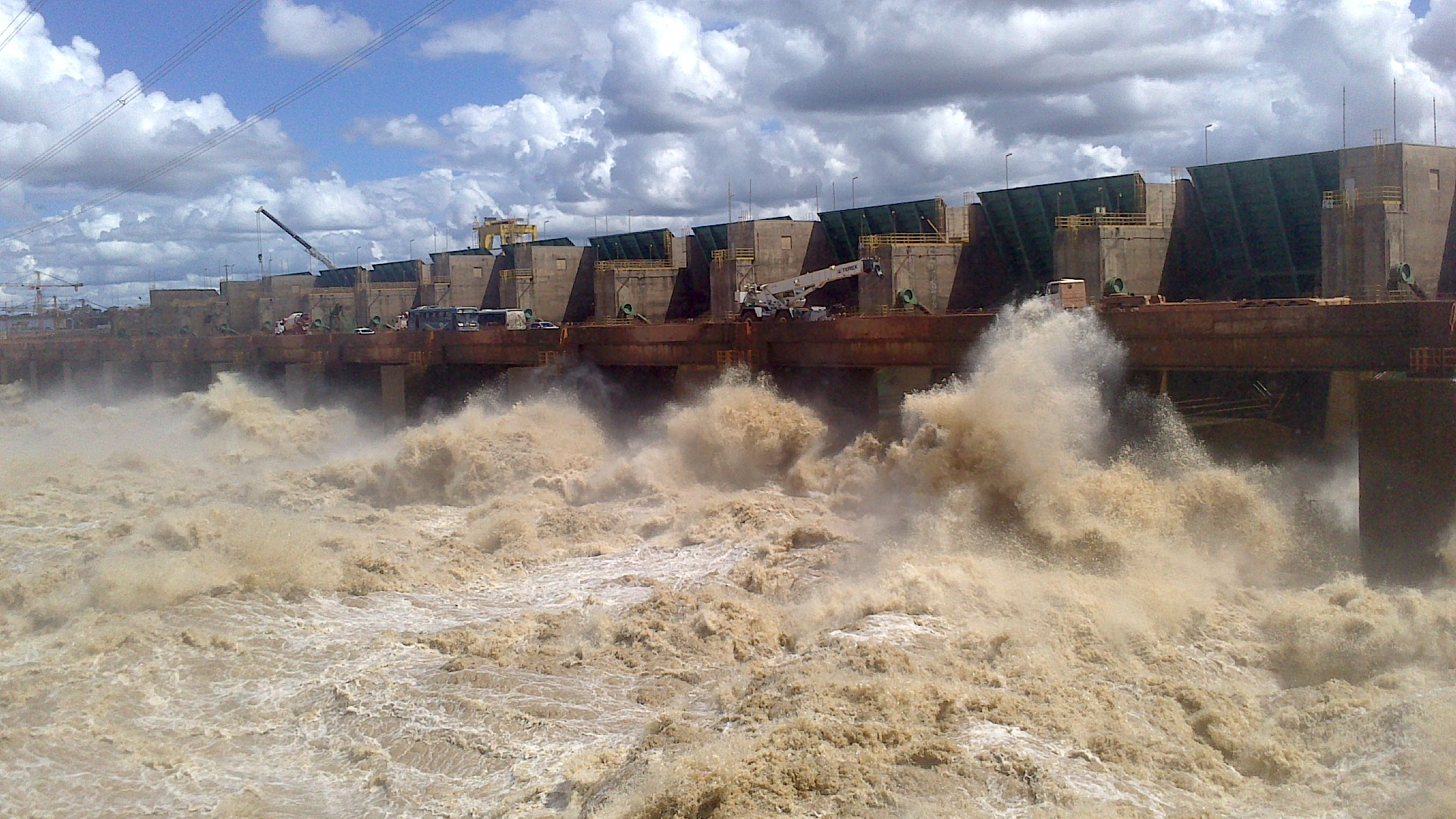
Usina Hidrelétrica Santo Antônio

Além de contar com a Usina Hidrelétrica de Samuel, localizada no município de Candeias do Jamari, construída nos anos 80 para atender à demanda energética dos estados de Rondônia e Acre, bem como diversas pequenas centrais hidrelétricas (PCHs), foram construídas, no Rio Madeira, as usinas hidrelétricas de Santo Antônio e Jirau, que juntas têm uma capacidade instalada de 7 318 Megawatt-hora, cerca de metade da energia gerada pela Usina Hidrelétrica de Itaipu. 
As usinas são apontadas pelos especialistas da área como uma solução para os problemas de racionamento de energia do país. Apesar da polêmica criada em torno das obras por parte de ambientalistas e organizações não governamentais, as usinas serão as primeiras da Amazônia a utilizar o sistema de turbinas tipo "bulbo", o que não requer grandes volumes de água, uma vez que as turbinas serão acionadas pela correnteza do rio e não pela queda d'água. Com isso, o coeficiente de eficiência energética das usinas será superior, por exemplo, ao de Itaipu, considerada um modelo para o setor.

### Transportes

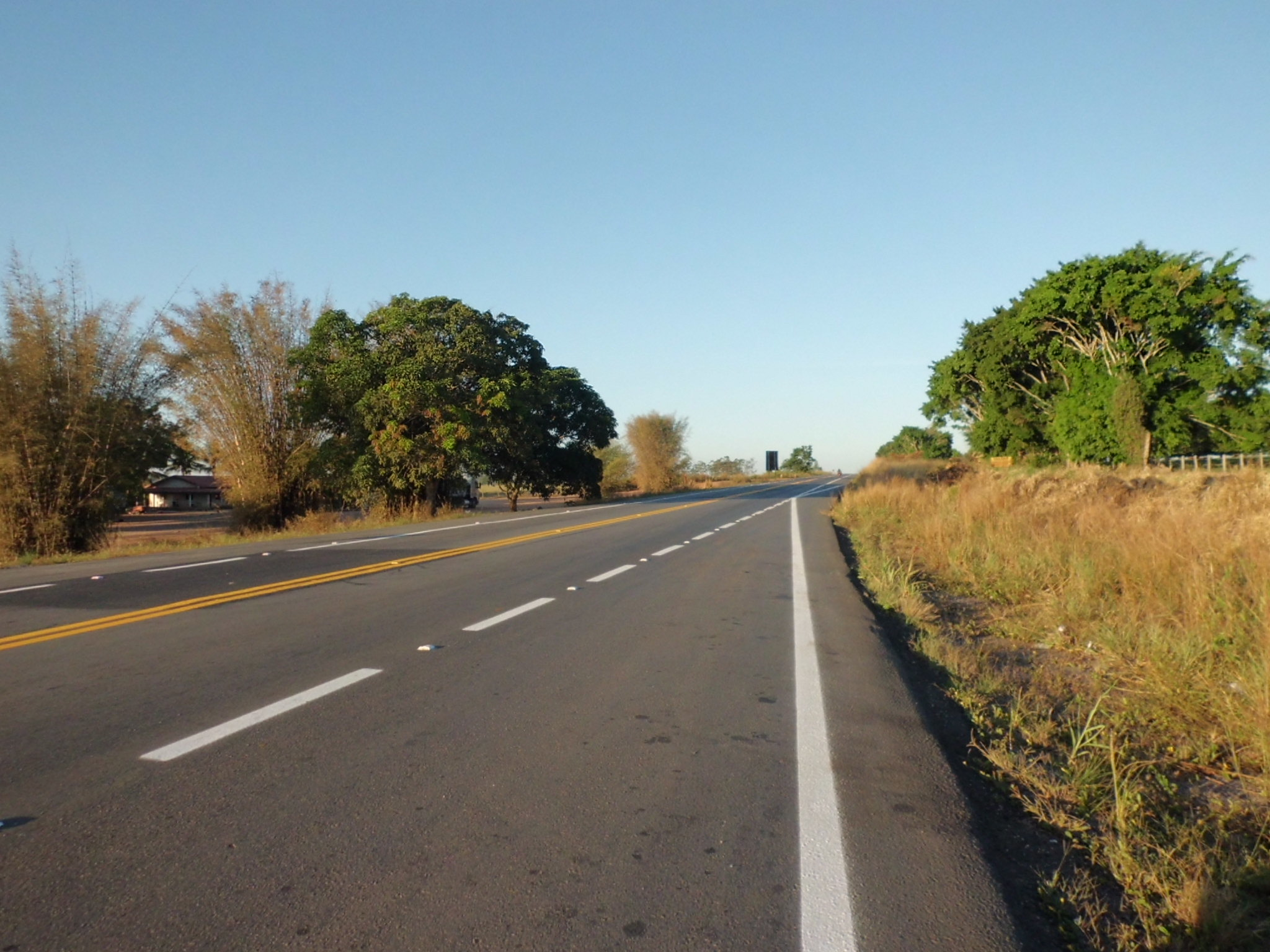
Trecho duplicado da BR-364, próximo a Cacoal.

O estado de Rondônia possui 24 mil quilômetros de rodovias, dos quais só 7% estão asfaltadas. A BR-364, totalmente pavimentada no trecho rondoniense, corta o estado da divisa com Mato Grosso até a divisa com o Acre. É a principal via de escoamento da produção de grãos (sobretudo a soja) do sul de Rondônia e oeste de Mato Grosso até a cidade de Porto Velho, onde está instalado o porto graneleiro. Está em construção uma ponte sobre o rio Madeira (a primeira sobre este rio), que tem por objetivo consolidar o transporte rodoviário entre o Brasil e o Peru. A BR-421 foi projetada para ligar as cidades de Ariquemes a Guajará-Mirim, entretanto apenas o trecho de Ariquemes até Campo Novo de Rondônia encontra-se concluído e transitável, todo ele pavimentado. A BR-425, também pavimentada, liga o distrito de Abunã, no município de Porto Velho, a Nova Mamoré e Guajará-Mirim, nas margens dos rios Madeira e Mamoré, respectivamente. A BR-429, parcialmente pavimentada, liga os municípios de Presidente Médici, Alvorada d'Oeste, São Miguel do Guaporé, Seringueiras, São Francisco do Guaporé a Costa Marques, nas margens do rio Guaporé.

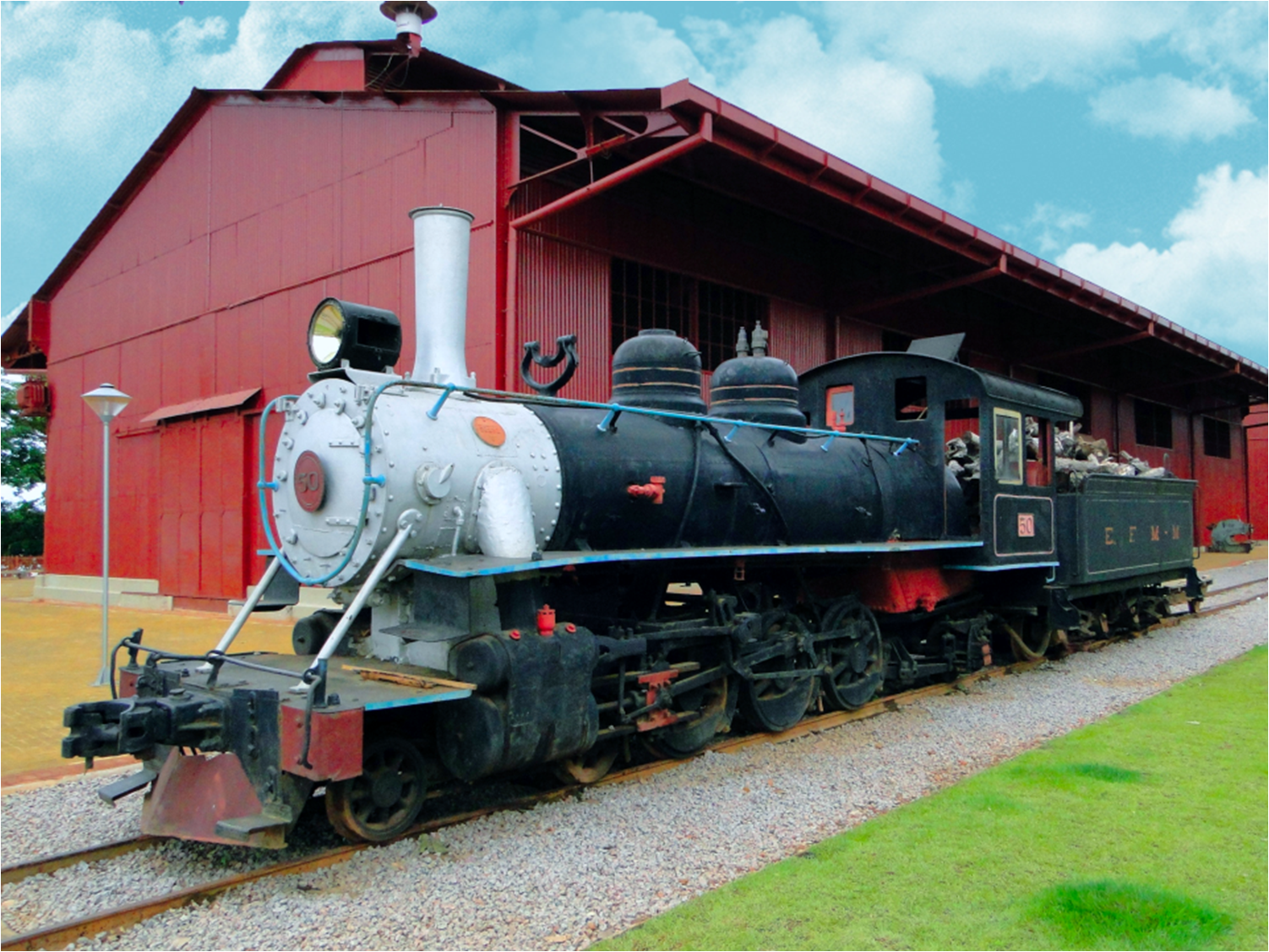
Museu da Estrada de Ferro Madeira Mamoré em Porto Velho.

A única ferrovia do estado, a Estrada de Ferro Madeira-Mamoré, ligava as cidades de Porto Velho e Guajará-Mirim. Foi construída em 1907 e concluída em 1912, para transportar a borracha oriunda da Bolívia e outros produtos, nas margens dos rios Madeira e Mamoré, em seu trecho repleto de cachoeiras e corredeiras. Foi desativada totalmente em 1972, com a construção das rodovias BR-364 e BR-425. Em 1981 foi reativado o trecho ligando a cidade de Porto Velho a cachoeira de Santo Antônio para fins turísticos. Em 2001, a ferrovia foi paralisada novamente, devido ao desmoronamento de um trecho. Atualmente, estão em andamento dois projetos federais que beneficiarão o estado com ligações ferroviárias nacionais: a Ferronorte, com o propósito de ligar Porto Velho a Vilhena, e Vilhena a Cuiabá (Mato Grosso), interligando-se a FEPASA em Santa Fé do Sul (São Paulo) e a partir desta atingindo o porto de Santos, e a FICO (Ferrovia de Integração do Centro-Oeste), ligando Vilhena a Uruaçu (Goiás).

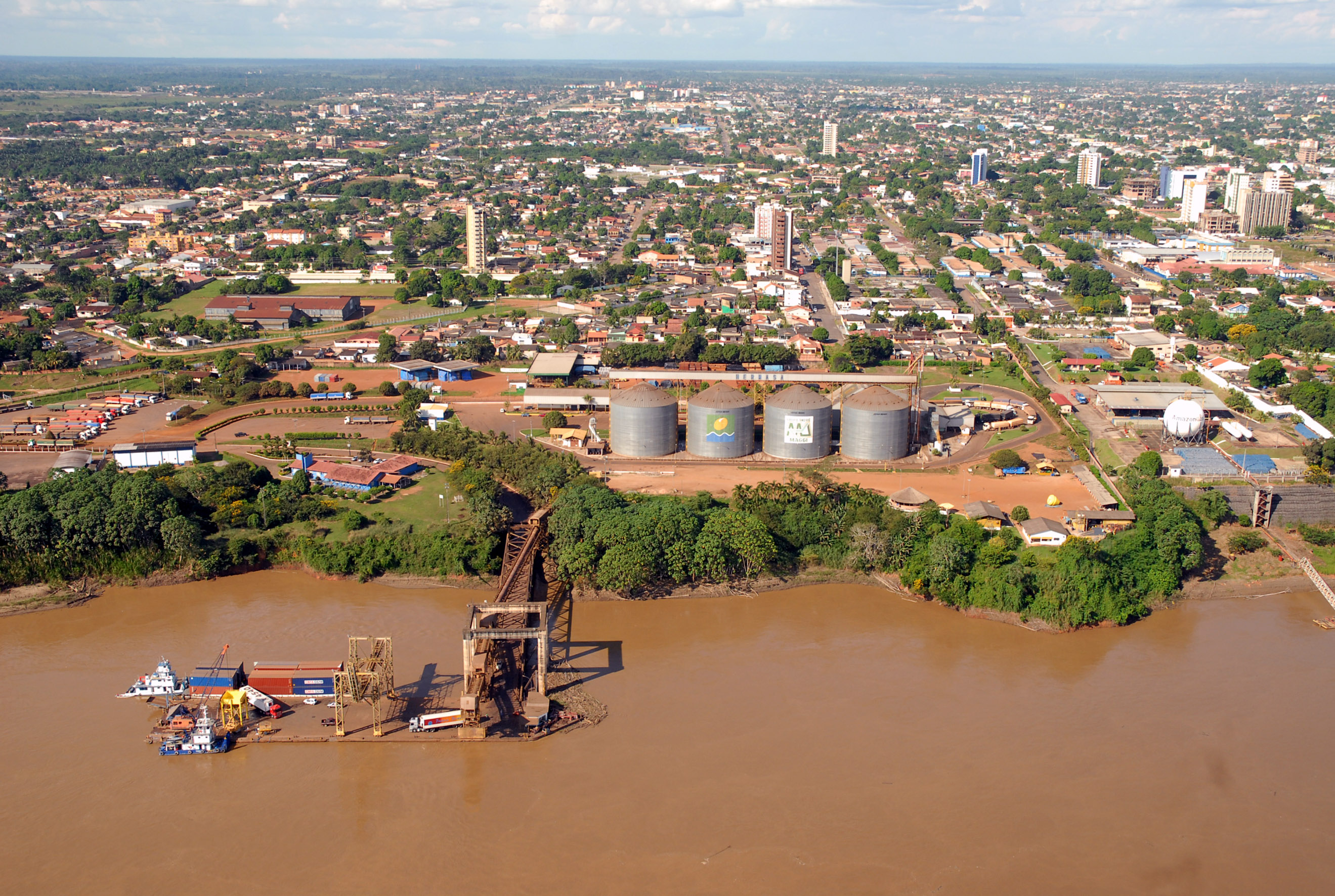
Área portuária de Porto Velho.

A Hidrovia do Madeira liga a capital Porto Velho até o rio Amazonas, na altura da cidade amazonense de Itacoatiara. Tem aproximadamente 1.450 km de extensão e sua largura varia entre 440 metros a 9.900 metros na foz, com profundidade também variável de acordo com as estações seca e chuvosa, chegando a mais de 13 metros, o que permite, no período de sua enchente, a navegação de navios, inclusive oceânicos, até Porto Velho. É utilizada principalmente para o escoamento da produção de soja do sul de Rondônia e oeste de Mato Grosso. Atualmente, são exportadas através da Hidrovia do Madeira cerca de 2,3 milhões de toneladas de soja por ano. Além do rio Madeira, os rios Mamoré e Guaporé são os que oferecem melhores condições de navegabilidade. O principal porto do estado é o de Porto Velho, que desde 1997 é administrado pela Sociedade de Portos e Hidrovias de Rondônia (SOPH), por delegação ao estado de Rondônia. Pelo Porto de Porto Velho é embarcada boa parte das riquezas produzidas em Rondônia e nos estados vizinhos, assumindo um papel importante no escoamento da produção regional, tornando-se fundamental no desenvolvimento econômico do estado de Rondônia. Hoje, o porto encontra-se realizando operações de exportação através de sua área plenamente alfandegada. A estrutura conta com um armazém com capacidade de 720 m³ de área útil e pátio asfaltado cercado com alambrado, perfazendo área total de mais de 3.000 m².

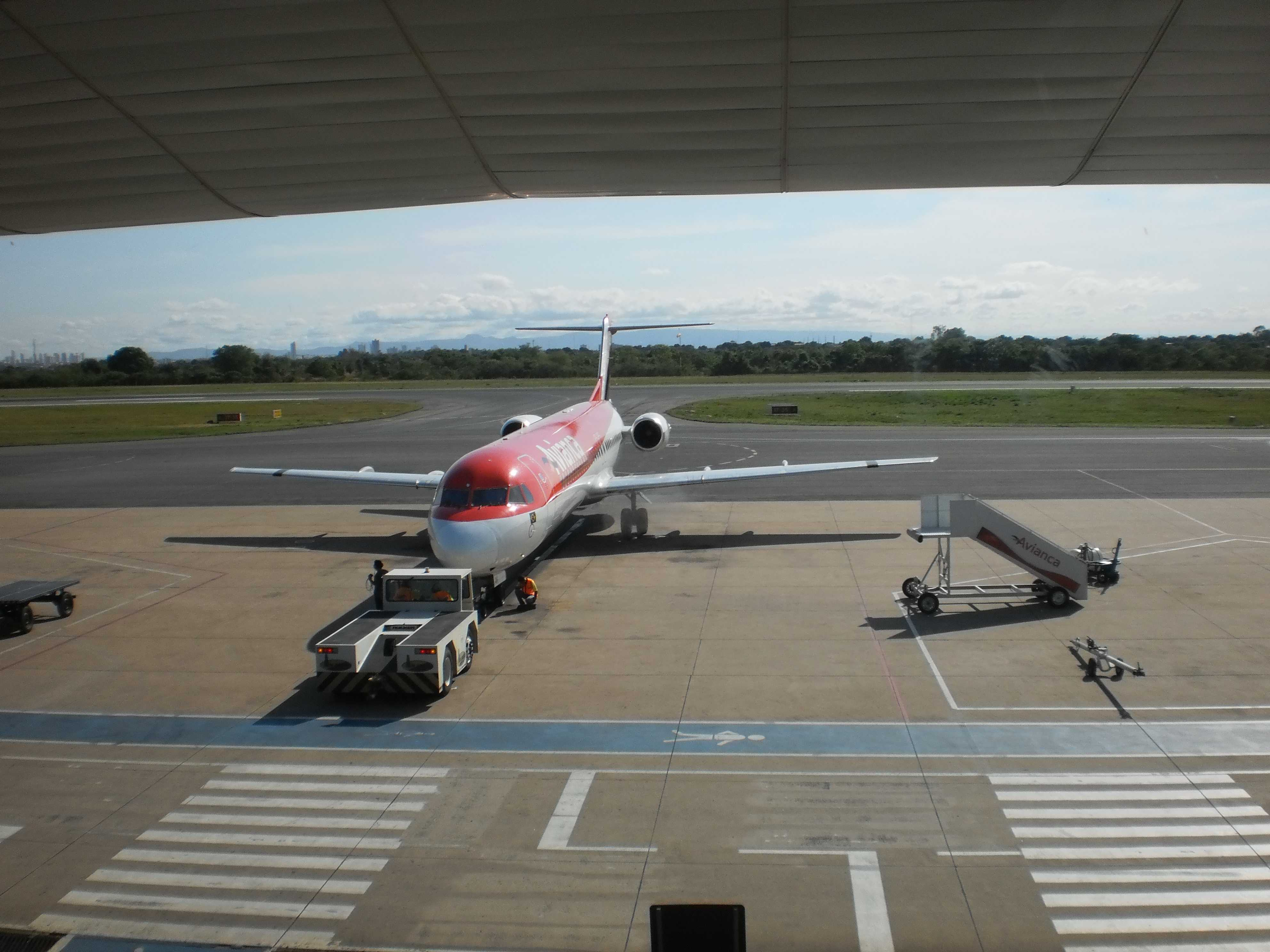
Aeroporto Internacional Governador Jorge Teixeira, em Porto Velho

O Aeroporto Internacional Governador Jorge Teixeira, em Porto Velho, é o mais importante do estado e recebe voos diários de Brasília, Belo Horizonte, Cuiabá, Manaus e Rio Branco, dos municípios do interior do estado de Rondônia como Ji-Paraná e Vilhena e do interior do Amazonas como, Lábrea e Manicoré. Também conta com voos para Porto Alegre, com escalas em Curitiba, Campo Grande e Cuiabá, voos para São Paulo e Rio de Janeiro com escalas em Brasília e Fortaleza, com escala em Manaus e Belém, dentre outros destinos com menor fluxo de passageiros. O aeroporto tem capacidade de receber 920 000 passageiros por ano e opera com as principais companhias aéreas nacionais e regionais, tais como: Tam, Gol, Azul e Avianca. É o aeroporto mais movimentado do estado de Rondônia, o terceiro da Região Norte, e um dos 30 mais movimentados do país. No interior do estado, os três principais aeroportos são o Aeroporto José Coleto, em Ji-Paraná, que conta com quatro voos diários, sendo dois pela empresa Azul Linhas Aéreas e dois pela empresa Passaredo, o Aeroporto Brigadeiro Camarão, em Vilhena, que é atendido pela empresa Azul Linhas Aéreas e TAM Linhas Aéreas, o aeroporto de Vilhena é um dos únicos do pais a ser comandado pela Força Aérea Militar. e o Aeroporto Capital do Café, em Cacoal atendido também pela Azul e pela RIMA.

### Educação

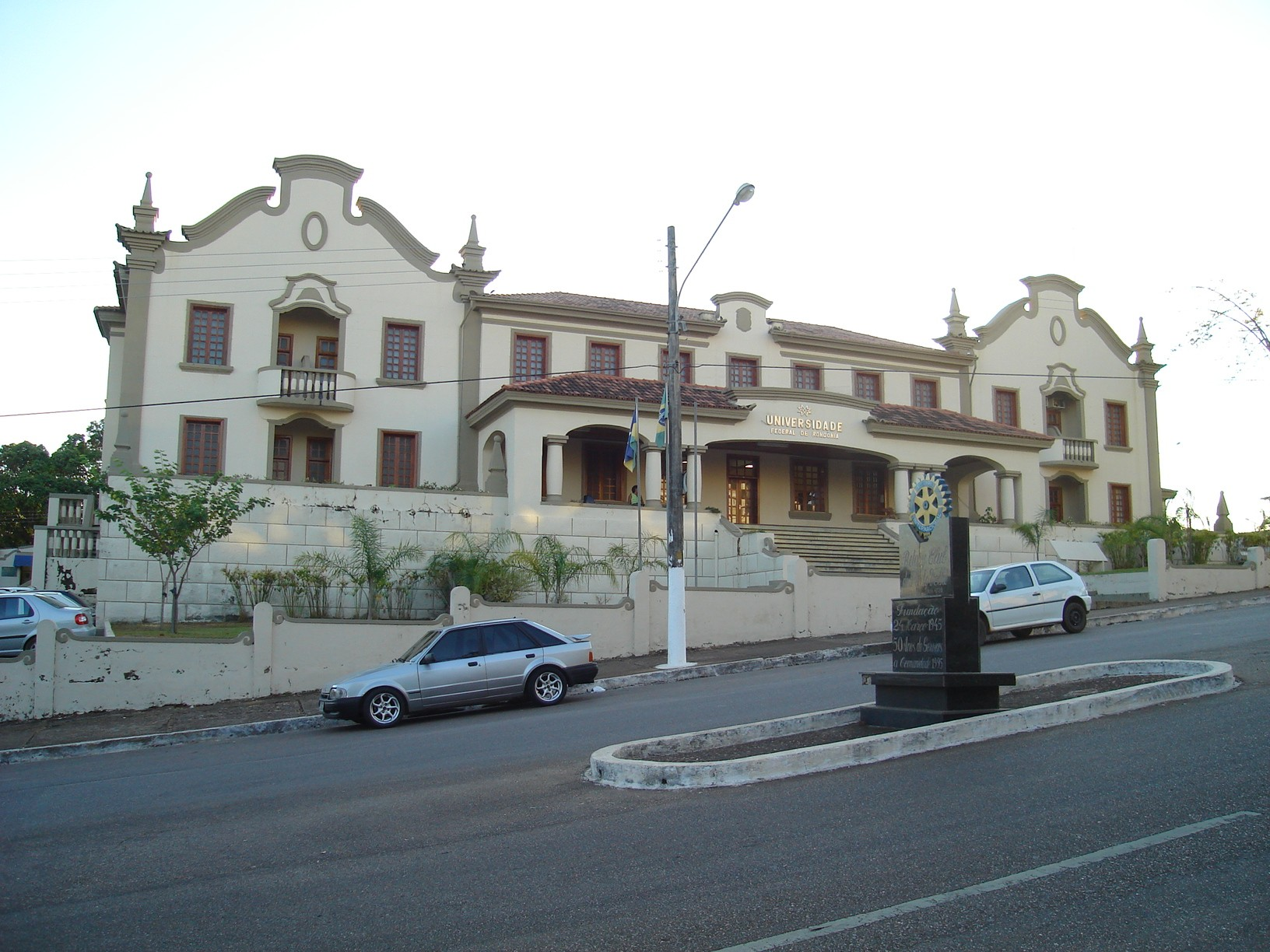
Reitoria da Fundação Universidade Federal de Rondônia - UNIR em Porto Velho-RO.

A qualidade da Educação em Rondônia é considerada a décima-quarta melhor do país, comparada à dos demais estados do Brasil. Na lista de estados brasileiros por IDH, com dados de 2010, o fator "Educação" atingiu 0,557 de índice, um aumento de mais de 67% em relação a 2000, quando o estado atingia apenas 0,345. Na região Norte, a Educação em Rondônia, classificada com base no IDH deste fator, fica atrás do Amapá (0,629), Roraima (0,628) e Tocantins (0,624).
Tratando sobre o analfabetismo, Rondônia possuí a décima terceira melhor taxa, com 96,02% de sua população alfabetizada. Em âmbito regional, o estado é o segundo mais alfabetizado de sua macrorregião, superado apenas pelo Amapá, e seguido de Amazonas e Roraima. Em 2001, aparecia em décimo sétimo lugar, com 83,7% de sua população alfabetizada.
No Índice de Desenvolvimento da Educação Básica (IDEB), em 2011, Rondônia obteve nota 5,4 nos anos iniciais do ensino fundamental, 4,2 nos anos finais do ensino fundamental, e 3,6 no 3º ano do ensino médio. Os municípios do estado que atingiram as melhores colocações na rede pública de ensino, nos anos iniciais do ensino fundamental foram: Nova Brasilândia d'Oeste (6,6), Colorado do Oeste (6,3), Ministro Andreazza (6,3), Santa Luzia d'Oeste (6,1), Teixeirópolis (6,1) e Espigão do Oeste, Ji-Paraná e Presidente Médici, com índice 6,0. Nos anos finais do ensino fundamental, na rede pública de ensino, os municípios que alcançaram os melhores resultado foram: Nova Brasilândia d'Oeste (5,5), Ministro Andreazza (5,0), Primavera de Rondônia (5,0), Novo Horizonte do Oeste (4,9), Santa Luzia d'Oeste e Seringueiras (4,8) e Espigão do Oeste (4,7).
No ENEM, Rondônia tem a 15ª maior nota na prova objetiva (empatado com a Bahia) e a 19ª maior nota na redação. A cidade que teve a maior média do ENEM em 2007 do Estado foi Vilhena, com nota 54,17. O melhor colégio público foi a Escola Estadual de Ensino Fundamental e Médio Tiradentes, localizada em Porto Velho, com nota 56,19. O melhor colégio particular foi o Centro de Educação Integrada Ltda, em Vilhena, com média 70,20.
As duas instituições de ensino superior de caráter público no estado são: A Universidade Federal de Rondônia (UNIR) e o Instituto Federal de Educação, Ciência e Tecnologia de Rondônia (IFRO). Entre as principais instituições de ensino superior privado, destacam-se a Faculdade São Lucas, Faculdade de Rondônia (FARO), Faculdades Integradas Aparício Carvalho, Universidade Católica de Rondônia, Centro Universitário Luterano de Porto Velho, Instituto Metodista da Amazônia, Faculdade de Rolim de Moura, Faculdades Associadas de Ariquemes, Faculdade Panamericana de Ji-Paraná, Faculdade de Ciências Biomédicas de Cacoal, Faculdades Integradas de Cacoal (UNESC), Centro Universitário Luterano de Ji-Paraná, Faculdade São Paulo e Instituto de Ensino Superior da Amazônia.

### Saúde

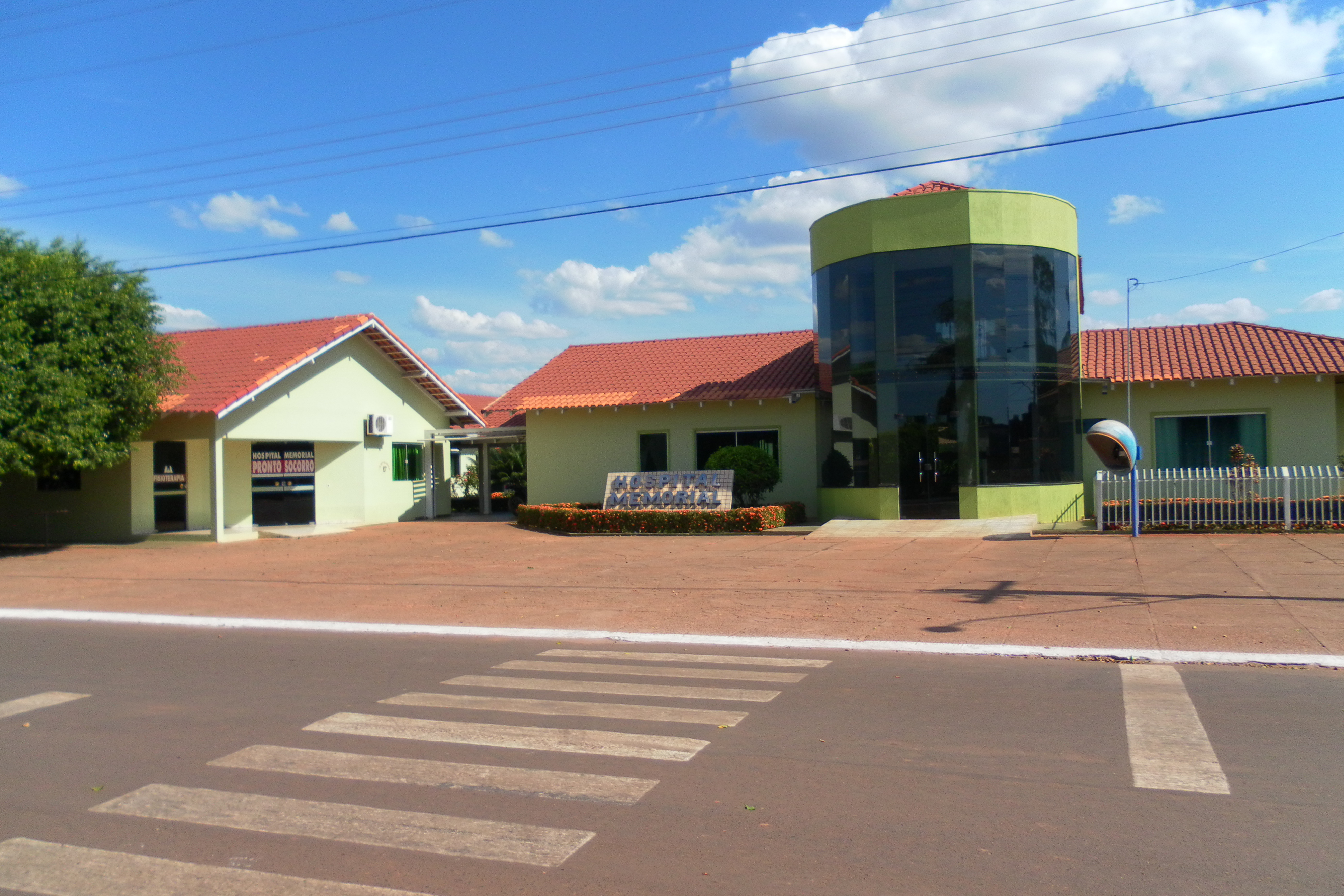
Hospital em Espigão do Oeste

Conforme dados de 2009, existiam, no estado, 720 estabelecimentos hospitalares, com 3 381 leitos. Destes estabelecimentos hospitalares, 354 eram públicos, sendo 332 de caráter municipais, 18 de caráter estadual e 4 de caráter federal. 366 estabelecimentos eram privados, sendo 351 com fins lucrativos e 15 sem fins lucrativos. 96 unidades de saúde eram especializadas, com internação total, e 498 unidades eram providas de atendimento ambulatorial. Em 2005, 36% da população de Rondônia tinha acesso à rede de água, enquanto 48,3% tinha acesso à rede de esgoto sanitário. No mesmo ano, verificou-se que o estado tinha um total de 462,1 leitos hospitalares por habitante. Em 2011, o estado tinha 11,1 médicos para cada grupo de 10 mil habitantes.
Uma pesquisa promovida pelo IBGE em 2008 revelou que 77,2% da população do estado avaliou sua saúde como boa ou muito boa; 54% da população realiza consulta médica periodicamente; 28% dos habitantes consultam o dentista regularmente e 7,3% da população esteve internado em leito hospitalar nos últimos doze meses. Ainda conforme dados da pesquisa, 25,1% dos habitantes declararam ter alguma doença crônica e apenas 13,3% possuíam plano de saúde. Quase metade dos domicílios particulares no estado são cadastrados no programa Unidade de Saúde da Família: 44,6%. Na questão da saúde feminina, 19,4% das mulheres com mais de 40 anos fizeram exame clínico das mamas nos últimos doze meses; 34,1% das mulheres entre 50 e 69 anos fizeram exame de mamografia nos últimos dois anos; e 75,8% das mulheres entre 25 e 59 anos fizeram exame preventivo para câncer do colo do útero nos últimos três anos.

## Cultura

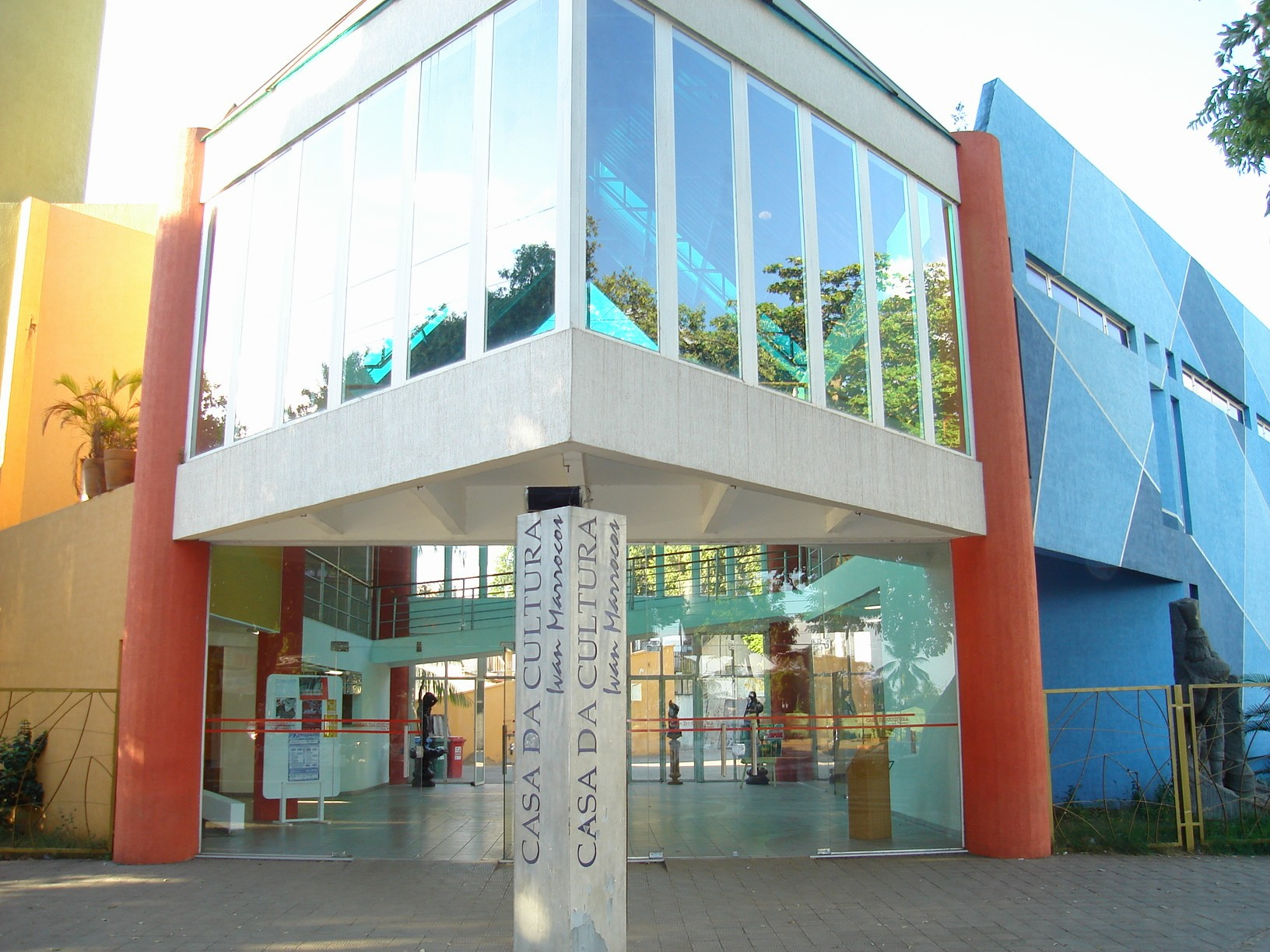
Casa da Cultura Ivan Marrocos, em Porto Velho.

O Estado é um mosaico de diversas culturas, tal modo que ainda nenhum traço cultural prevalece sobre o outro, devido ao grande número de migrantes, oriundos principalmente de São Paulo, Minas Gerais, Rio Grande do Sul, Paraná e Espírito Santo, além de outros países, como Bolívia, Líbano, Barbados e Japão.

### Festas
A diversidade cultural de Rondônia é facilmente percebida através de seu calendário de festas, em que destaca-se o bloco carnavalesco Banda do Vai Quem Quer, fundada no ano de 1981 por Manoel Mendoça, o Manelão, e que reúne mais de 100 mil pessoas nas ruas da capital de Rondônia durante os festejos de Carnaval. Outra festa de grande importância é o Arraial Flor do Maracujá, realizado a mais de 30 anos na cidade de Porto Velho durante as festas juninas e que representa a força da cultura nordestina na Capital do Estado, sendo também o segundo maior arraial do Brasil.
Também durante as festas juninas, destaca-se o Festival Folclórico de Guajará-Mirim, em que as grandes atrações são as apresentações dos bois-bumbás, expressão da cultura amazônida na região, e para marcar a imensa força da cultura agropecuária oriunda das regiões sul e sudeste do Brasil há a realização de diversas festas de rodeio e exposições agropecuárias na maioria dos municípios do Estado, destacando-se a EXPOARI, em Ariquemes, como um dos 5 maiores rodeios do Brasil, Expovil, em Vilhena, Expojipa, em Ji-Paraná e a Expovel, em Porto Velho.
Representando uma tradição iniciada dentro do próprio Estado de Rondônia, na cidade de Alto Paraíso é realizada todos os anos a Corrida Nacional de Jericos Motorizados, conhecida como Festa do Jerico, que consiste em uma corrida de automóveis chamados Jericos, cuja engenharia foi concebida por mecânicos locais para adaptar-se ao trabalho no campo e às maltratadas estradas de terra que existiam nos primórdios do Estado de Rondônia e que especialmente no inverno ficavam praticamente intrafegáveis, sendo superadas apenas pela força e versatilidade dos jericos feitos com engenharia amadora local, juntando peças dos mais diversos tipos de carro.

### Literatura e teatro
Na literatura rondoniense, destacam-se os autores Otávio Afonso, cujo livro Cidade Morta, ganhou o Prêmio Casa de las Américas em 1980; Paty Wolff, que em 2022, foi indicada ao Prêmio Jabuti na categoria "Conto" pelo livro Como pássaros no céu de Aruanda (Editora Entrelinhas) e Carlos Ghosn, ex-CEO do grupo Nissan-Renault, que publicou um livro de negócios (campeão de vendas) chamado Shift: Inside Nissan's Historic Revival.
No teatro ganhou notoriedade a encenação da peça Bizarrus, dirigida por Marcelo Felice, e encenada por presidiários e ex-presidiários do Estado, que constroem o enredo da peça a partir de suas próprias experiências pessoais, num trabalho que é referência nacional em reabilitação social. 

### Culinária
Pelo fato de Rondônia receber pessoas de vários estados do Brasil, a sua culinária é bastante diversificada. Na culinária, são bastante consumidos os peixes e a farinha amazônica, a polenta paranaense, o churrasco gaúcho e o tereré matogrossense. Além disso, um salgado muito comum é a saltenha, de origem boliviana.